# Hermelinfell

Hermelin in der Heraldik

Der Artikel behandelt als Handelsware das Fell des Großen Wiesels (Hermelin) sowie das des Kleinen Wiesels (Wiesel).
Hermelinfell wurde seit dem frühesten Mittelalter als Bestandteil einer dem ritterlichen Stand und den Doktoren vorbehaltenen Kleidung verwendet. Das auch im übertragenen Sinn „reine Weiß“ des Hermelin-Winterfells hat dazu geführt, dass es durch Jahrhunderte als Symbol der Reinheit und Makellosigkeit ein Kennzeichen fürstlicher oder richterlicher Gewalt war. Bis heute ist der weiße Pelz mit den charakteristischen schwarzen Schwanztupfen Bestandteil manchen Krönungsornats.
In der Heraldik spielt das Hermelin eine wesentliche Rolle, siehe Hermelin (Heraldik). Aus Asien kommen gelegentlich Tafeln aus Gelbbauchwieselfellen als „Pineweasel“ (englisch, wörtlich „Kiefernwiesel“) in den Handel. Chinesisches Wiesel und Japanisches Wiesel sind zulässige Handelsnamen für das Fell des Kolinsky, siehe dazu Kolinskyfell.

## Hermelin und Hermelinfell

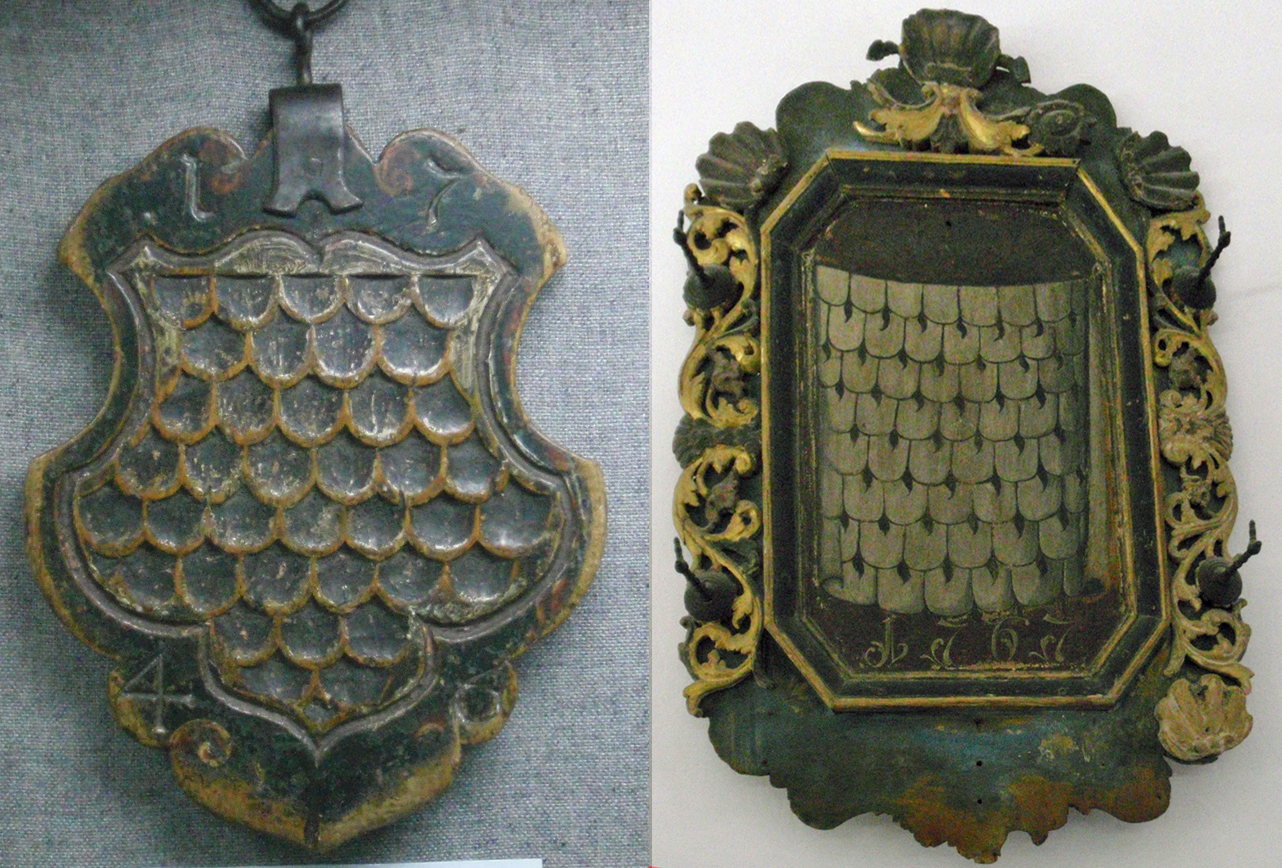
Zwei Zunftwappen der Kürschner aus Schässburg/Siebenbürgen (18. Jahrhundert)

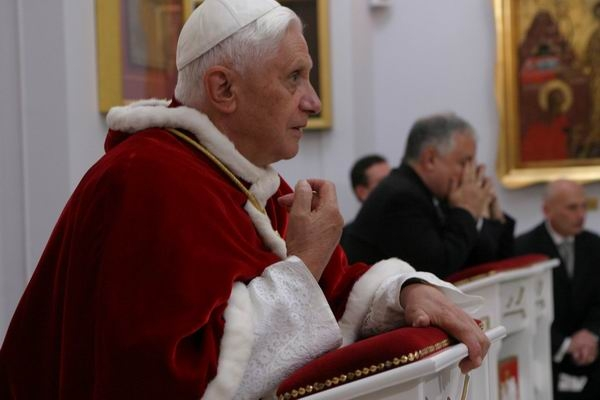
Papst Benedikt XVI. mit hermelinverbrämter Mozetta (2006)

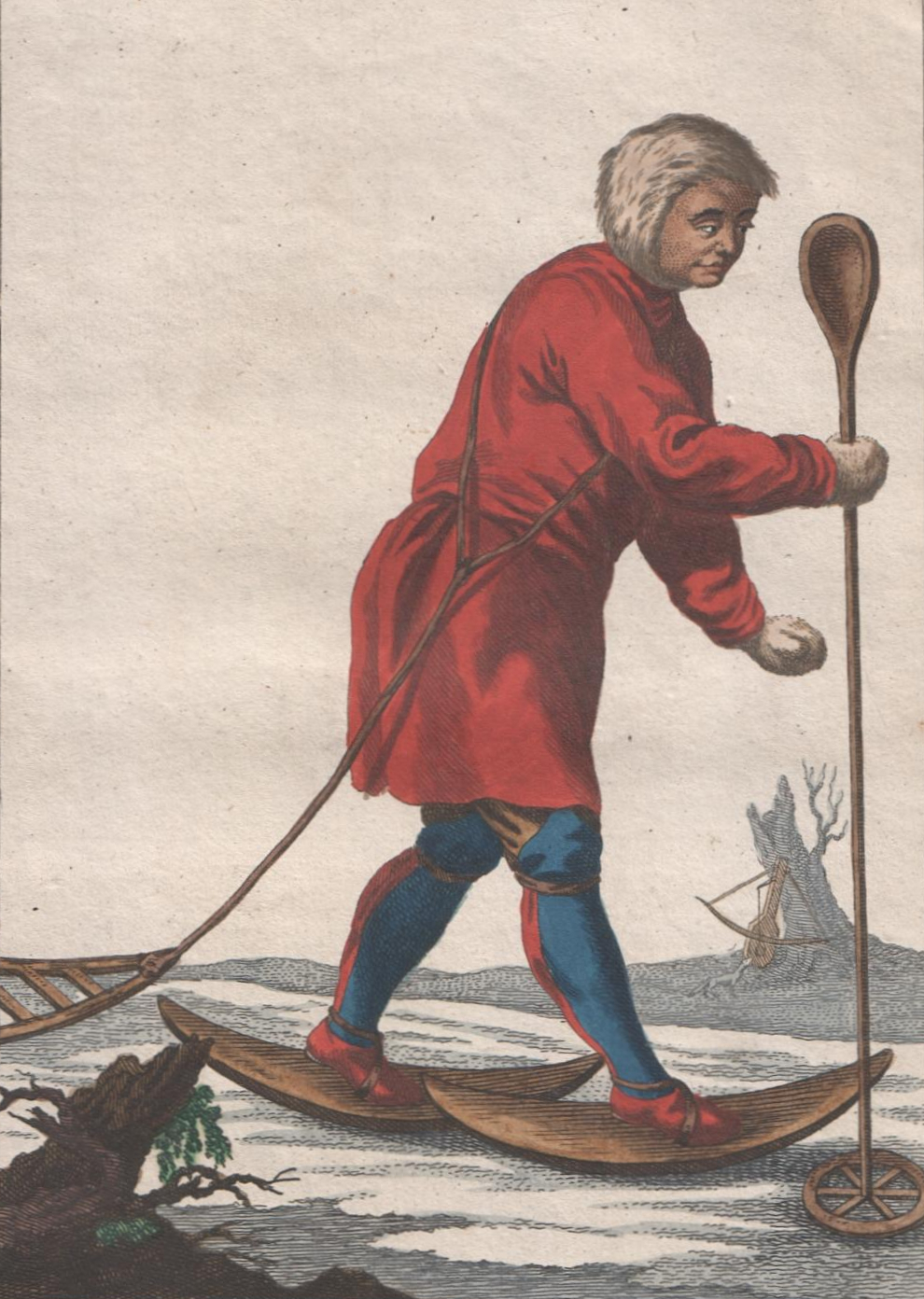
Ein Hermelinfänger der Chanten (1790)

Das Hermelin oder Große Wiesel ist die am häufigsten verbreitete Wieselart. Es lebt in großen Teilen Eurasiens und in Nordamerika.
Der schlanke Körper hat eine Felllänge von 25 bis 32 cm, der Schweif ist 8 bis 10 cm lang. Die Schweifspitze des Großen Wiesel ist im Gegensatz zur Spitze des Kleinen Wiesels immer schwarz. Bei den europäisch-asiatischen Arten umfasst die Schweifspitze etwa ein Drittel der Schweiflänge, bei den nordamerikanischen Fellen ist sie erheblich kürzer.

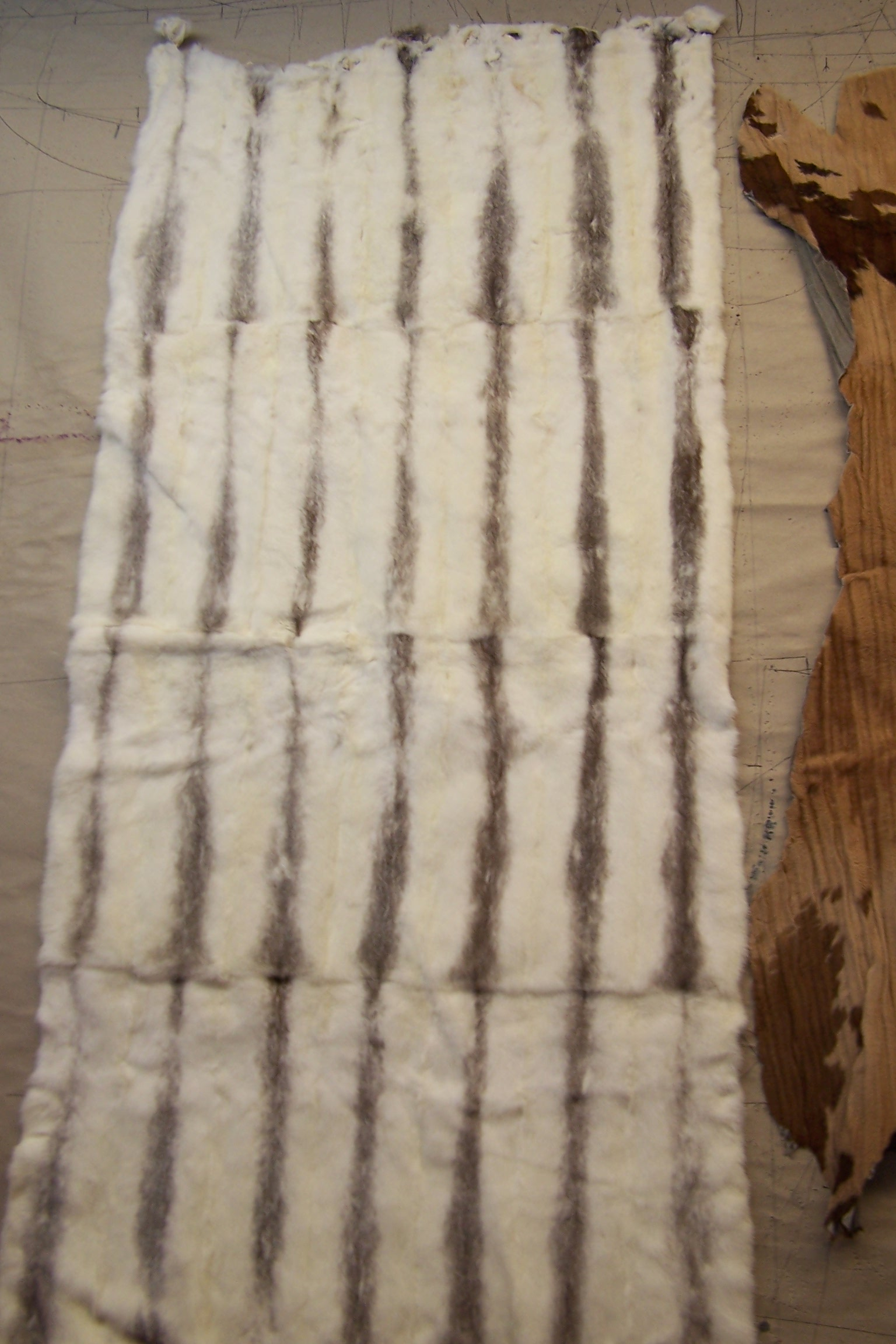
Felltafel einer seltener angebotenen Hermelin-Farbvariante

Die Sommerfelle haben einen bräunlichen bis graurötlichen Rücken, die Seiten und der Kopf haben eine gelbliche bis reinweiße Unterwolle. Die Winterfelle sind weiß mit Schattierungen zwischen bläulichweiß und elfenbeinweiß. In den gemäßigten Zonen bleibt das Hermelin allerdings das ganze Jahr braun (Südengland, Irland, Südeuropa, südl. USA). Im Hohen Norden und im Hochgebirge behalten sie ihr Weiß, im Sommer ist es jedoch mehr grauweiß bis gelblichweiß.
In der Haarlänge und der Haarstärke sind die Unterschiede vom Sommer- zum Winterfell erheblich. Im Winter ist das Deckhaar 13 mm lang, im Sommer erreicht es dagegen nur eine Länge von 10 mm.
Der Haltbarkeitskoeffizient des Hermelinfells beträgt anhand allgemeiner Erfahrung 30 bis 40 Prozent. Eine andere Liste setzte die Haltbarkeit auf 32 bis 35 Prozent und ordnet sie an die 28. Stelle einer unvollständigen Haltbarkeitsskala ein, die traditionell mit dem als am haltbarsten angenommenen Fell des Seeotters beginnt, und hier mit dem Hasenfell auf der 41. Position endet. Eine amerikanische Studie ordnete das Hermelinfell anhand von mikroskopischen Haaruntersuchungen bei 25 Prozent ein.
Bei einer Einteilung der Pelztiere in die Feinheitsklassen seidig, fein, mittelfein, gröber und hart wird das Hermelinhaar als fein eingestuft.
Im Rauchwarenhandel werden unterschieden:
- Sommerfelle mit bräunlich- bis graurötlichem Rücken, Seiten und Kopf mit gelblich- bis reinweißer Unterwolle,
- Übergangsfelle, bei denen das braune Sommerhaar von mehr oder weniger weißen Flecken des Winterhaars unterbrochen wird (geflecktes oder getüpfeltes Wiesel),
- Winterfelle weiß mit Schattierungen zwischen bläulichweiß und elfenbeinweiß.

Die als „Grauspitzen“ gehandelten Felle fallen im Herbst an, sie haben ein weißes, mit graubraunen Grannen durchsetztes Unterhaar.

### Vorkommen

#### Europäische Provenienzen

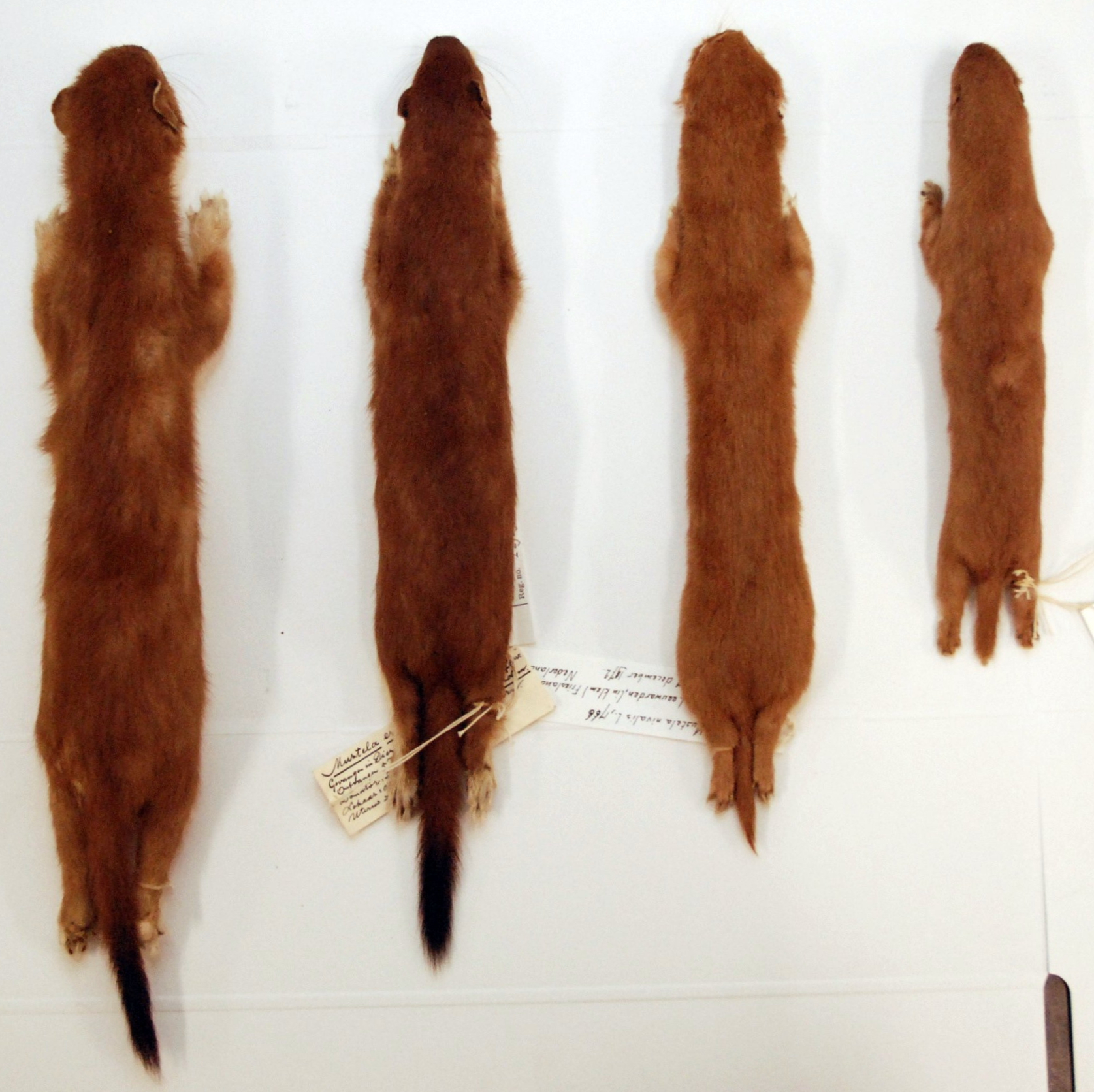
Links zwei Sommerhermelin-, rechts zwei Wieselfelle (Friesland, Niederlande, 1972)

Europäische Hermelinfelle sind weniger weiß als die sibirischen Felle und gröber im Haar und gelten daher als weniger qualitativ. Hermelinfelle aus Nordschweden und Nordfinnland, etwa aus Karelien und Enari, entsprechen jedoch in der Qualität den russischen Fellen.

#### Russische Provenienzen

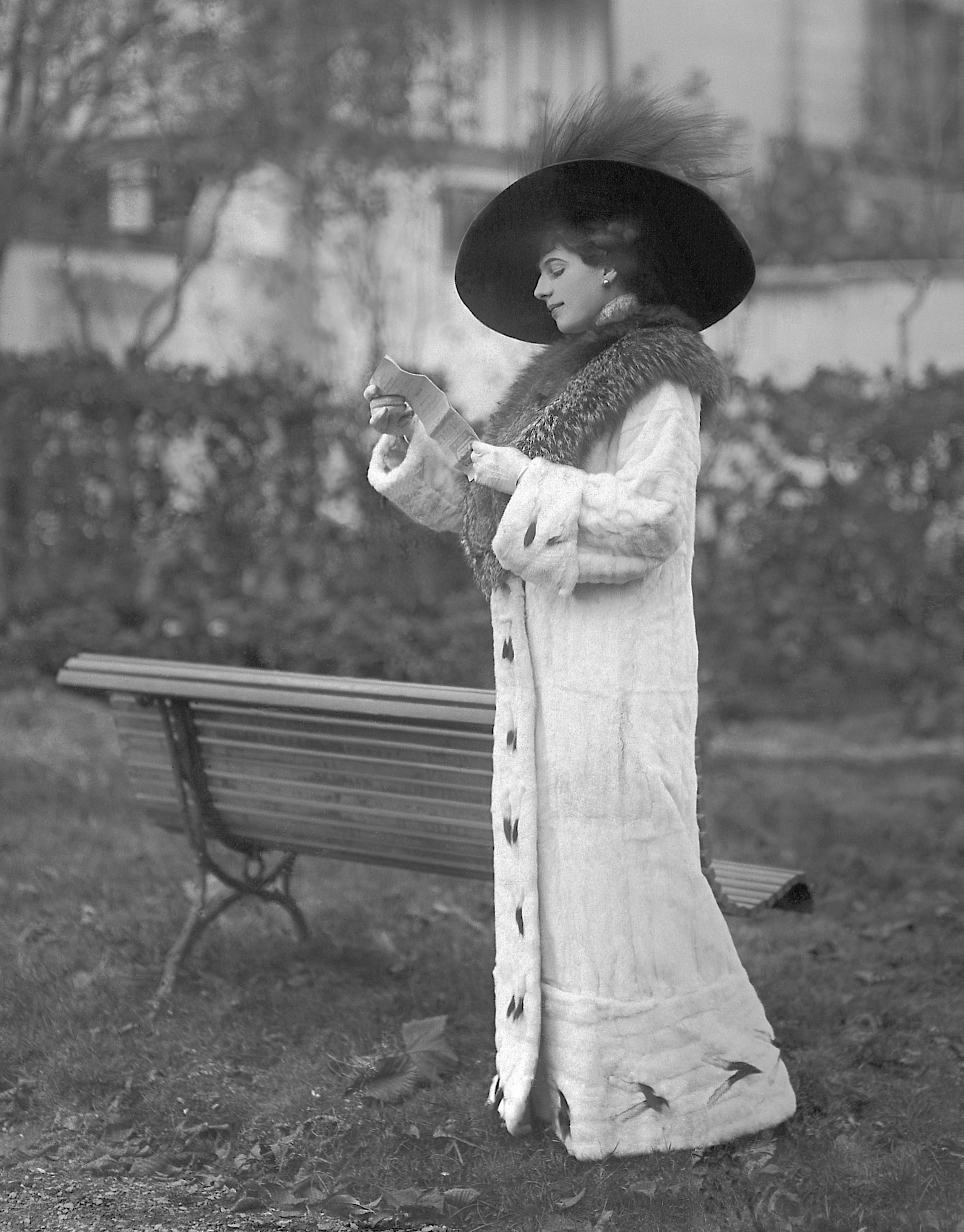
Tänzerin Mata Hari im bodenlangen Hermelin mit Silberfuchskragen (1911)
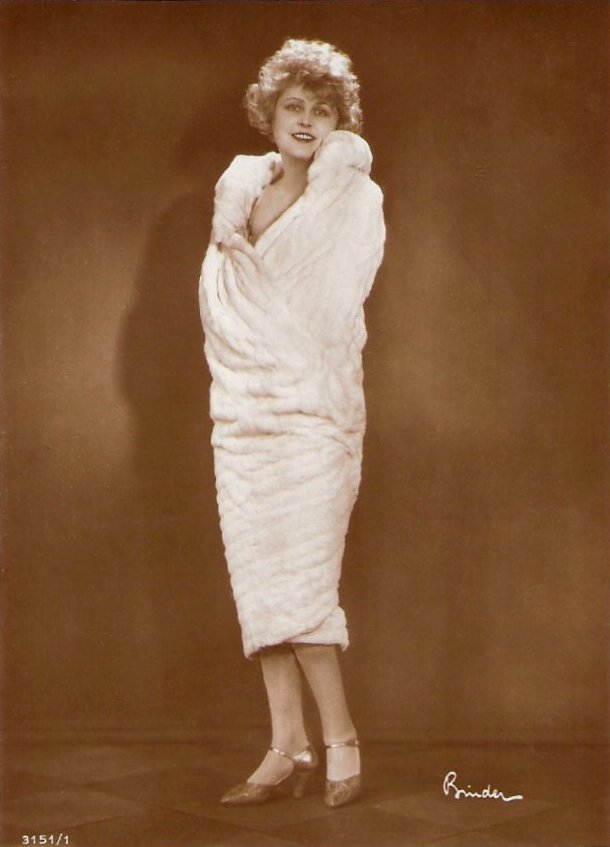
Hermelinmantel in den Goldenen Zwanzigern: Stummfilmschauspielerin Xenia Desni

Der russische Handels-Standard unterscheidet 18 Provenienzen:
| Beresowsky-Ischimsky      | Petschorsky          | Jenisseisky | Baschkirien   | Zentral-Russland |
| Petropawlowsky-Barabinsky | Altaisky             | Lensky      | Ural          | Westliche        |
| Tobolsky                  | Turuchansky          | Sabajkalski | Kasachstan    |                  |
| Tomsky                    | Nördliche (Sewernij) | Jakutsky    | Nord-Russland |                  |

Als beste sibirische Sorten gelten: Ischimsker, Barabinsker, Beresowsker, Petropawlowsker, Petschorer.
Diese sind groß, silbrigweiß, rauch und seidig. Die Ishimsker, Petropawlowsker und Nordpetschorer sind besonders schön im Leder, dünn und geschmeidig. Die Nördlichen sind weniger seidig. Jakutski sind teilweise gelblich, sie werden rund abgezogen, unten geschlossen, mit dem Leder nach außen, lang und schmal, angeliefert. Jennisseisky und Daschkirien werden teilweise unten offen angeliefert, sie werden hauptsächlich gefärbt verwendet.
Bei Rohware, die mit der Lederseite nach außen angeliefert wird, können in der Übergangszeit angefallene Felle am glasigen Leder erkannt werden. Weist das Fell an der Schwanzwurzel bräunliche Spitzen auf, ist das Fell auf dem Rücken ebenfalls braunspitzig. Kahle und beschädigte Stellen erkennt man von der Lederseite aus deutlich: Werden die Felle gegen das Tageslicht gehalten, schimmern die Kahlstellen wie Fettflecken durch das Leder.
Um 1900 kamen noch rund eine Million Hermelinfelle aus Russland (ungefähr 525.000 lt. Larisch). Für das Jahr vor dem Zweiten Weltkrieg wurde ein Aufkommen von 500.000 Pelzen geschätzt. 1986 wurden auf den Leningrader Auktionen 120.000, im Jahr darauf nur 92.000 Hermelinfelle angeboten.

#### Amerikanische Provenienzen
Amerikanische Provenienzen sind oft größer, meist aber flacher und gröber im Haar als sibirische. Gelegentlich sind sie auch kurzhaariger (englische Bezeichnung: short-tailed weasel). Die Ursprungsgebiete sind:
York Fort (etwa Alberta, Saskatchewan, Manitoba (YF), Nordwest (NW), Alaska, Fort George (Kanada) (FG), Eskimo-Bai (EB), Moose River (MR), Oberer See (LS), Kanada (CANA) und Neufundland (NF)).

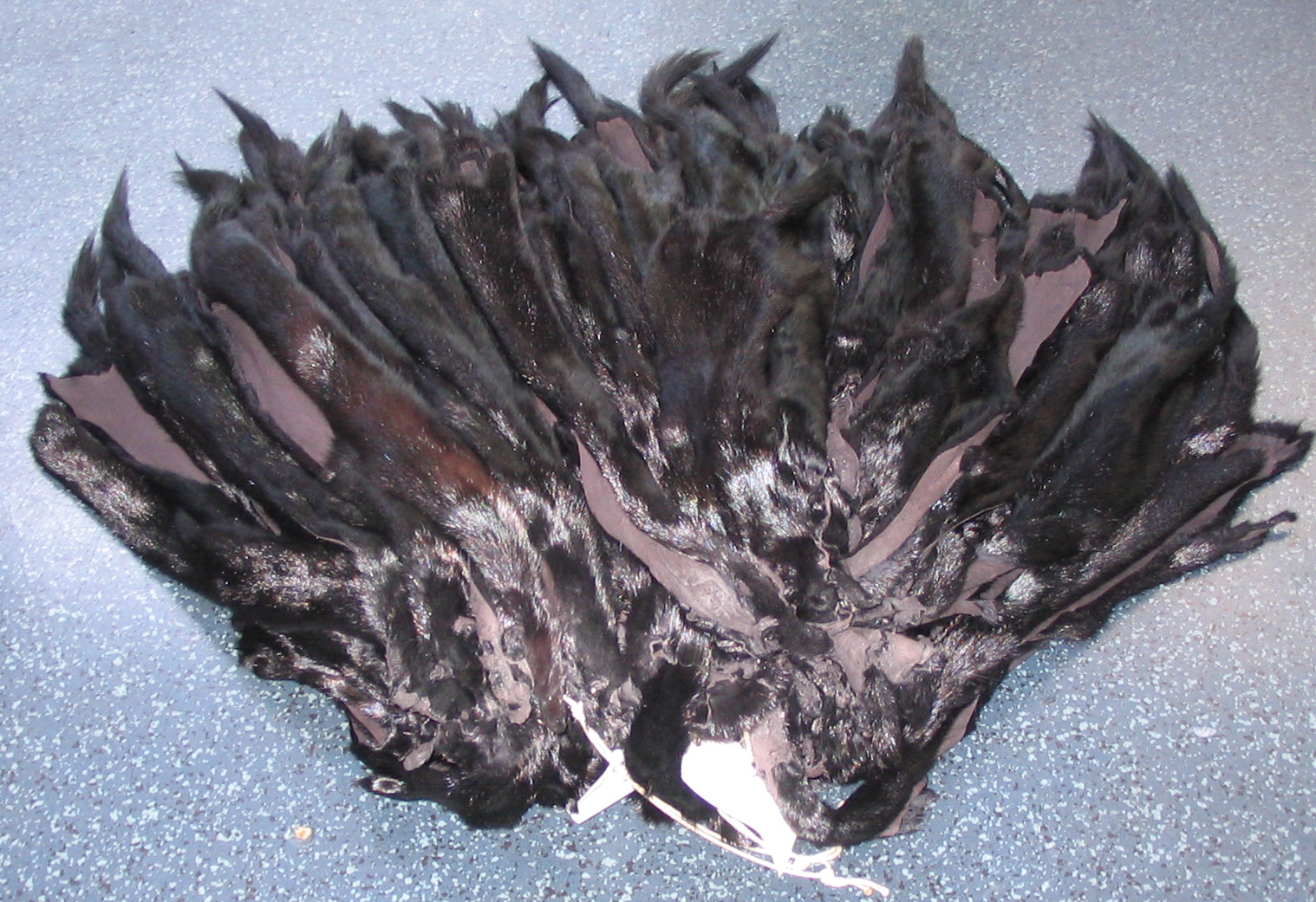
Kürschnersortiment schwarzgefärbter, amerikanischer Hermelinfelle. Nicht reinweiße Felle werden meist gefärbt (2012).

Max Bachrach beschrieb die Qualitäten im Jahr 1950:

„Alaska Wiesel ragen in der Qualität von Struktur und Fülle der Haare über die anderen Provenienzen hinaus.
Nordwest Kanada sind vom gleichen Typ und kommen der Qualität am nächsten, die Felle sind groß, haben jedoch nicht ganz die gleiche Haardichte und Haarlänge. In den Nachbarstaaten der Hudson Bay herrscht das Kleine Wiesel vor; es ist durchschnittlich kleiner, die Qualität ähnelt jedoch denen aus Alaska.
West Kanada, Nordwestliche USA und Westliche USA sind die drei Sektionen, aus denen hauptsächlich das Long-tailed Weasel kommt. Es ist, verglichen mit den anderen Hermelinen, sehr groß, der besonders lange Schwanz hat nur eine kurze schwarze Spitze. Das Grannenhaar ist gröber, insbesondere bei den Fellen aus den westlichen Gebieten.
Östliches Kanada liefert die größten Mengen des Kurzschwanzwiesels in besten Qualitäten; sie rangieren zwischen denen aus Kanada und den Randgebieten der USA gleicher Breitengrade. Sie sind seidiger, aber sehr viel schmaler als die langschwänzigen Arten und nur ungefähr zwei Drittel so groß.
Östliche USA. Die Bezeichnung rührt daher, dass die ersten der Art im Staat New York gefunden wurden. Es gleicht dem östlichen Typ, ist aber nicht so gut behaart, die durchschnittlichen Sortimente beider Gebiete entsprechen sich jedoch nahezu in der Fellgröße. Das Fell weist den größten Unterschied aller Arten zwischen dem weißen Winterfell und dem braunen Sommerfell auf.
Süd- und Südöstliche USA gleichen den vorgenannten, meist behalten sie jedoch ihr braunes Fell das ganze Jahr.
Bridled Weasel aus Süd-Texas und Nord-Mexiko, der Name rührt von der schwarz/weißen Zeichnung in Gesicht und am Kopf her. Es kommen nur ganz geringe Mengen an den Markt; sie sind von geringer Qualität.“

Noch 1859 wurden von der Hudson’s Bay Company nur 809 Hermelinfelle exportiert, bis Ende 1900 hielt sich die jährliche Zahl auf etwa 2000 bis 3000. 1903 stieg sie dann sehr schnell auf mehr als 33.000 Felle.

### Geschichte und Nutzung
Siehe auch:
→ Über 8000 Bilder von Hermelinkleidung auf Wikipedia Commons (2024)

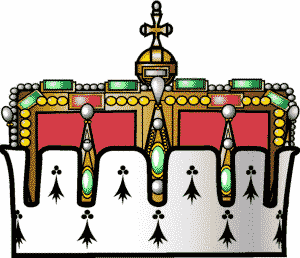
Erzherzogskrone Österreichs, die ranghöchste Krone mit Hermelinbesatz

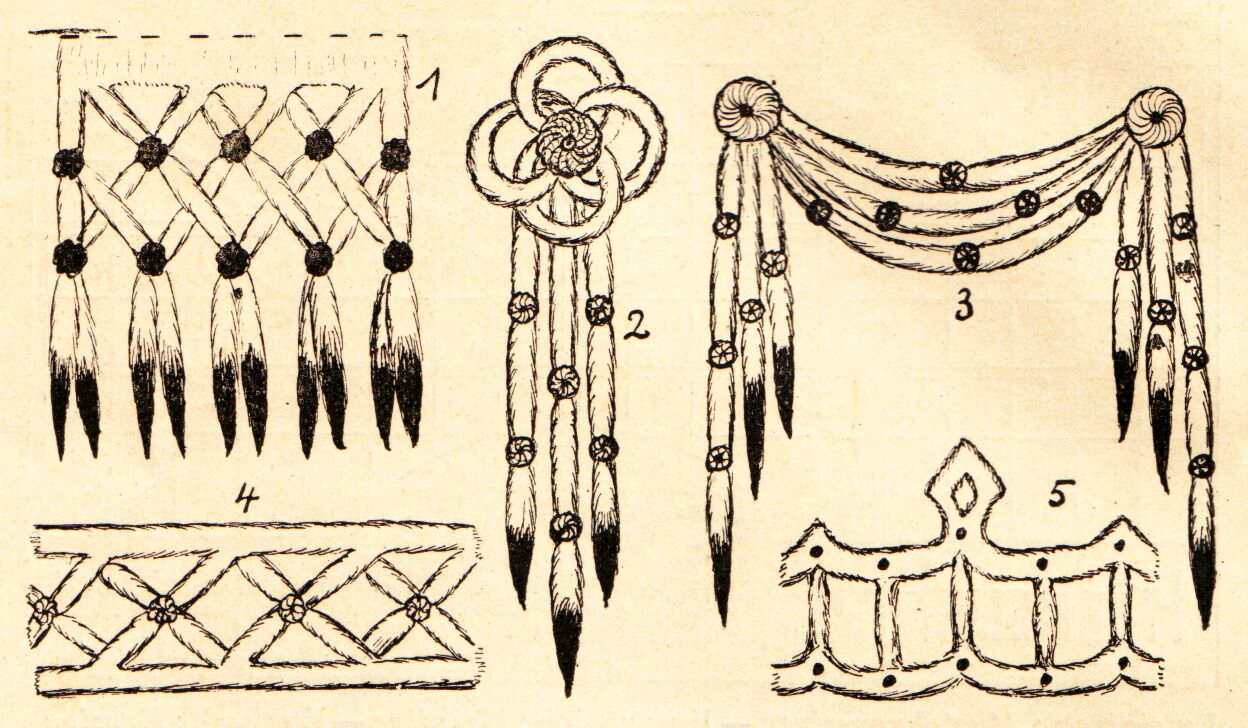
Originaltext (ca. 1905): „Zum garnieren von Hermelin oder mit Hermelin besetzten Sachen, lassen sich gefällige Motife aus Hermelin herstellen. Fig. I zeigt eine Frange als Abschluss einer Etole. Es werden Streifen aus Hermelin der Länge nach geschnitten und rund, ungefähr eine Schweifstärke, über eine Schnur verzogen. Dann werden diese Schnüre nach einem Muster auf ein Brett gesteckt, mit Knoten aus Seiden oder Genillenpassementerie befestigt und als Abschluss Schweife angenäth. Diese Knoten aus schwarzer oder weisser Passementerie dienen um die zusammengehefteten Stellen zu bedecken und gleichzeitig als Zierde. Fig. 2 + 3 sind als Garnitur für die Brust von Etolen oder Mänteln gedacht. Die Herstellung ist dieselbe. Fig. 4 + 5 sind als Besätze für Kleider (Brautkleider, Ball u. s. w.) bestimmt. Die Einfasstreifen sind einfach Pelz, die Vergitterung rund verzogen gedacht.“

Bereits im Altertum war das Hermelinfell bekannt und begehrt. Die Griechen hielten das Hermelin für eine weiße Ratte und nannten es daher Armenische Ratte (französisch: le rat d'Armenie), woraus sich der Name Hermelin entwickelt haben soll. Die schönsten Felle kamen in früher Zeit von der Hochebene des Taurusgebirges, gemäß alter Tradition „Armenischer Taurus“ genannt. Im Thierlein Hermelingten sah man das Sinnbild der Keuschheit und des unbefleckten Gewissens. Man sagte ihm solche „Reinigkeit“ nach, dass es „lieber durch Feuer laufet als in etwas unreines“. Diese Vorstellungen haben wohl bewirkt, dass es jahrhundertelang nur zu Kleidung allerhöchster Würdenträger verwendet werden durfte, obwohl es viele weit kostbarere Felle gab und gibt. Hermelin gilt allgemein als Pelz der Kaiser und Könige.
Seit etwa dem 12. Jahrhundert war der Besitz und Gebrauch ausschließlich der Krone vorbehalten. Unsicher scheint, ob dabei ein Unterschied zwischen Hermelin und dem für gleiche Zwecke genutzten Fell des weißen Winterfells des nördlichen Wiesels gemacht wurde (englisch „meniver“), sehr wahrscheinlich nicht. Das allerdings kleinere Wieselfell kostete 1419 in England jedoch nur etwa ein Viertel eines Hermelinfells. Der Fürstenmantel aus purpurrotem Samt ist ein mit Hermelin verbrämter und gefütterter Umhang, eine Form, die aus dem damals gebräuchlichen Mantel gehobener Stände hervorgegangen ist. Im frühen 14. Jahrhundert kommt der schulterbreite Pelzkragen hinzu. Ebenfalls mit Hermelin besetzt ist er künftig bezeichnend für den Fürstenmantel, insbesondere als die breite Kragenform im 15. Jahrhundert aus der allgemeinen Mode wieder verschwunden ist. Komplettiert wird der Ornat durch eine ebenfalls mit Hermelin verbrämte, oft an eine Krone erinnernde, Kopfbedeckung. Beim fürstlichen Frauenmantel fehlt der große Hermelinkragen. Ähnlich dem Fürstenmantel ist der prächtige, pelzverbrämte Umhang der geistlichen und weltlichen Ritterorden, welcher in erster Linie von deren Großmeistern getragen wurde. An keinem Hof Europas, vielleicht der des russischen Zaren ausgenommen, wurde ein gleich großer Aufwand an kostbarem Pelzwerk betrieben wie am Haus Burgund. Selbst die Frauen trugen ganz mit Hermelin gefütterte Mäntel aus goldgemusterten Seidenstoffen, Hermelin war das bevorzugte Pelzwerk am Hof von Burgund.

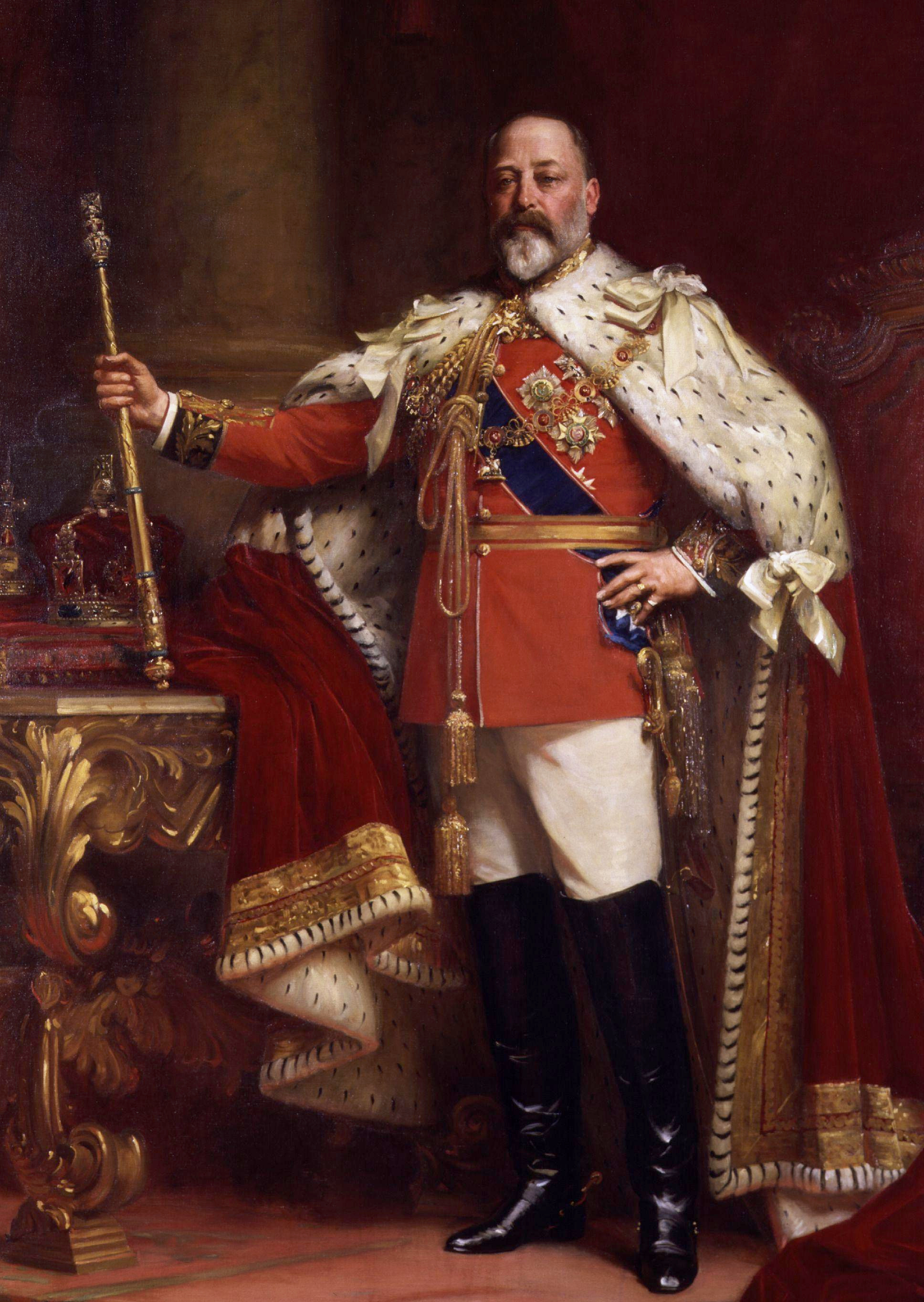
Eduard VII. in Krönungsrobe

König Eduard III. proklamierte in England etwa in der Mitte des 14. Jahrhunderts das Hermelin zum königlichen Pelz. Seitdem ist seine Verwendung als wesentliches Teil des englischen Krönungsornats bis in die Gegenwart beibehalten worden. Elisabeth II. trug zu ihrer Krönung im Jahr 1953 einen mit 540 feinsten kanadischen Central Manitoba langschwänzigen Hermelinfellen verbrämten und mit 650 Hermelinschwänzen besetzten Umhang. Auch die Krone des Empire lag auf einer mit Hermelin besetzten Samtdecke. Elisabeth war es aber auch, die fürsorglich der zahlreichen Gäste ihrer Krönung gedachte. Um wenigstens deren Geldbeutel zu schonen, ließ sie vor dem Ereignis von ihrem Leibschneider, Norman Hartnell, eine einfache billige Staatsrobe entwerfen. Anstelle aus wertvollen Brokaten und Hermelinfell bestand sie nur noch aus rotem Velvet und einem Cape aus weißem Kanin, die Kopfbedeckung war nicht mehr ein diamantenbesetzter Stirnreif oder eine Krone aus vergoldetem Silber, sondern eine Kappe, ebenfalls nur noch aus rotem Velvet mit Kaninrand, Goldborte und Goldtrottel. Ende 2019 ließ der Buckingham-Palast verlauten, dass für Queen Elizabeth II., zu der Zeit 93 Jahre alt, alle neuen Outfits künftig aus Kunstpelz hergestellt würden, man würde ihr aber nicht empfehlen, die vorhandene Garderobe zu ersetzen oder niemals mehr Pelz zu tragen. Die Königin würde die vorhandenen Kleidungsstücke ihrer Garderobe weiter tragen.
1892 schreibt Henry Poland in „Fur Bearing Animals“: „Dieser Pelz wird von der Queen, einigen Richtern und hohen Stabsoffizieren getragen und außerdem für die Festkleider der Peers verwendet. Einst, und zwar fast 600 Jahre lang, war er ausschließlich zum Gebrauch für die Krone bestimmt, doch wird das jetzt viel nachlässiger gehandhabt.“
Im 18. Jahrhundert besetzte der Kürschner Kaninfell immerhin noch mit den schwärzlichen Hermelinohren, um den Hermelinpelz zu imitieren. Laut einem Bericht der britischen BBC von 1999 haben die Peers das Hermelin inzwischen durch weißes Kaninfell „mit aufgemalten Tupfen“ ersetzt.
Paul Larisch vermerkt 1928, dass die „Staatsmäntel“ der englischen Könige wie die der Monarchen anderer Länder mit Schweifen besetzt, die bei der Krönung verwendete „Krönungsmäntel“ dagegen getupft seien. Diese werden während der Krönungsfeier von allen hervorragenden Personen getragen. Je nach Rang des Trägers weist der breite Hermelinkragen eine genau bestimmte Reihe dieser Tupfen auf. Lediglich der König und die Königin haben das Recht auf eine unbestimmte Anzahl von Tupfen. Die Kragen von Prinzen und Prinzessinnen sowie von Dukes und Duchesses weisen vier Reihen von Tupfen auf. Die Marquesses, Earls und Viscounts haben das Recht auf dreieinhalb Reihen von Tupfen, wohingegen Barone, Lords und Ladys nur zweieinhalb Reihen beanspruchen dürfen.
Auch die geistlichen Würdenträger schätzten den Hermelinpelz, vom Papst bis hinunter zu den, hauptsächlich französischen, Nonnen. Dort trugen die Karmeliterinnen bei Festen einen weißen, mit Hermelin gefütterten Tuchmantel. Diesen trugen auch die „Gottestöchter“ genannten, schwarz gekleideten Ordensfrauen der Hospitäler von Rouen. Eine Hermelinverbrämung hatte auch der halblange, offene schwarze Abendmantel der Dominikanerinnen von Montfleuron, den diese im Winter über ihr weißes Ordensgewand zogen.

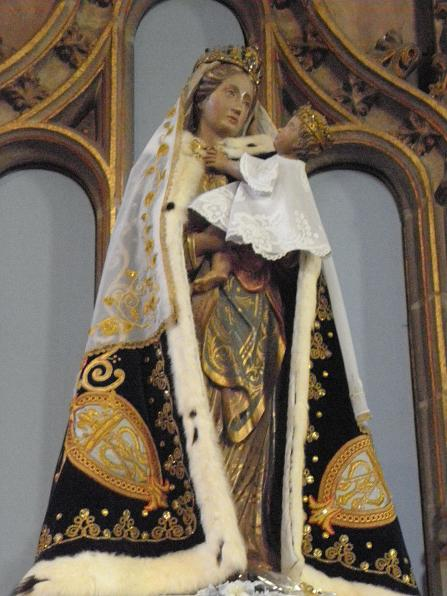
Muttergottesstatue mit natürlichem Hermelinfell, La Guerche-de-Bretagne (Foto 2010)

Im 12. Jahrhundert schmückte die Geistlichkeit von Chartres die „druidische Jungfrau“ (die älteste Muttergottesstatue Frankreichs aus dem 1. Jahrhundert) mit einem Mantel aus kostbarem, golddurchwirkten Seidenstoff orientalischer Fabrikation. Am unteren Saum war der Mantel mit Hermelin besetzt. Zuletzt befand der Mantel sich im Besitz des Karmeliterordens, vom Pelz existiert jedoch nur noch das Leder.
Die Bedeutung des Hermelinfells für Adel, Klerus und auch den Pelzhandel veranschaulicht die Beschreibung bei Krünitz im 18. Jahrhundert:
„... so oft ein Papst oder ein König von England stirbt, dieser (Pelz-) Handel sich auf ein Mahl ganz verändere und einen anderen Lauf nehme, den er ungefähr ein Jahr behalte, darauf aber wieder in sein altes Geleise komme; denn so oft ein solcher Todesfall sich ereignet, brauchten die Kardinäle in Rom und der englische Adel in London vielen Hermelin, welcher in Norwegen, Schweden und Rußland geschwinde aufgekauft und nach Rom oder London in unglaublicher Menge geführt werden, wodurch in Rußland und Schweden alle andere Arten des feinen Pelzwerkes im Preise steigen. Wenn nun die Kardinäle oder die englischen Lords ihren Einkauf zu der bevorstehenden Feyerlichkeit des neuen Papstes oder Königs gemacht hätten, so bleibe Rom oder London noch ungefähr ein Jahr länger der beste Markt für Hermelin.“
Marco Polo berichtet vom Tataren-Führer Kublai Khan (1215 bis 1294), dass die Zelte seiner Residenz „außen mit schwarz-weiß und rot-gestreiften Löwenhäuten (gemeint sind Tigerfelle) bedeckt und so wohl verwahrt sind, dass weder Regen noch Wind eindringen kann. Innen sind sie mit Hermelin- und Zobelfellen bedeckt …“

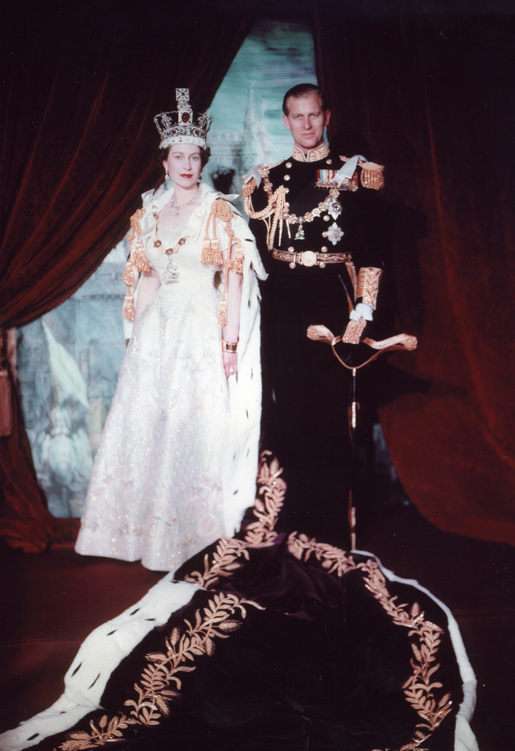
Königin Elisabeth II. und Prinz Philip im Krönungsornat (1953)

Um 1895 waren die wichtigsten Handelsmärkte für Hermelinfelle die armenisch geprägten Orte Van, Eriwan, Erzurum und Bitlis.
Im Jahr 1851, als das Hermelinfell bereits in der Damenmode verbreitet war, hieß es in einer Veröffentlichung zur Weltausstellung in London, dass seine allgemeine Nutzung in Österreich noch verboten sei. Je nach Mode spielte es im Rauchwarenhandel eine unterschiedlich große Rolle. Der Hermelinpreis schwankte häufig sehr stark. Eine Zeit lang war der Preis so niedrig, dass man damit die Damenpelzmuffe ausfütterte. Emil Brass berichtet dazu 1911: „Bei niedrigem Preis werden wenig Hermeline gefangen, während der hohe Preis lockt. Vor 25 Jahren kostete das Zimmer (= 40 Stück) bestes Ischimer zugerichtet 40 Mk. Ich kaufte damals sogar einen großen Posten von etwa 700 Zimmer zugerichtete Jakutski für 7 Mk. per Zimmer. Seit der Krönung König Eduards von England kam Hermelin mit einmal wieder in Mode, und im Jahre 1906 war der Preis für Ischimer der höchst je bezahlte und betrug über 400 Mk. im Durchschnitt, um im Jahre 1907 etwas zu fallen, augenblicklich etwa 280 Mk.“
Noch Anfang des 19. Jahrhunderts wurde fast jedes Hermelinteil mit den an den Enden schwarzen Hermelinschwänzen geschmückt. Hermelinfell wurde von den Couturiers für alle Bekleidungen eingesetzt, der Mode entsprechend vor allem für Muffe und andere Accessoires, für Kragen und üppige Verbrämungen, oft in der Kombination mit anderen Fellarten.
Für manchen war auch ein Hermelinschal noch zu kostspielig, Kürschnermeister August Dietzsch (1900–1993) aus Leipzig erinnerte sich 1987: „Als Pferde- und Straßenbahnen immer stärker als Verkehrsmittel ausgebaut wurden, erwiesen sich die damals üblichen Hutnadeln der hochmodischen, meist recht überdimensionalen Damenhüte als gesundheitliche Gefährdung der Fahrgäste. Deshalb konnte man dann in diesen Transportmitteln lesen: »Personen mit ungeschützten Hutnadeln werden nicht befördert«. Und aus diesem Grund fertigten wir Hutnadelschützer aus Hermelinköpfen. So trug manche Frau auch Hermelin, ohne daß sie es sich eigentlich leisten konnte.“ Das amerikanische Magazin Life stellte 1944 „als letzten Modeschrei der eleganten Damenwelt interessante Details heraus, darunter Ohrenschützer aus Hermelin“. Diese „earmuffs“ wurden „als folgerichtige und notwendige Entwicklung der Mode erklärt, die immer mehr auf das Tragen von Hüten verzichtet“.
Nach dem Zweiten Weltkrieg wurde der Hermelinpelz, der hauptsächlich in angelsächsischen Ländern zu Tafeln vorgefertigt wurde, weitgehend vom relativ preisgünstigeren und strapazierfähigen weißen Nerz verdrängt. Das mittlerweile nur noch in geringer Stückzahl anfallende Hermelinfell erzielt heute auf dem internationalen Rauchwarenmarkt wieder einen hohen Preis.

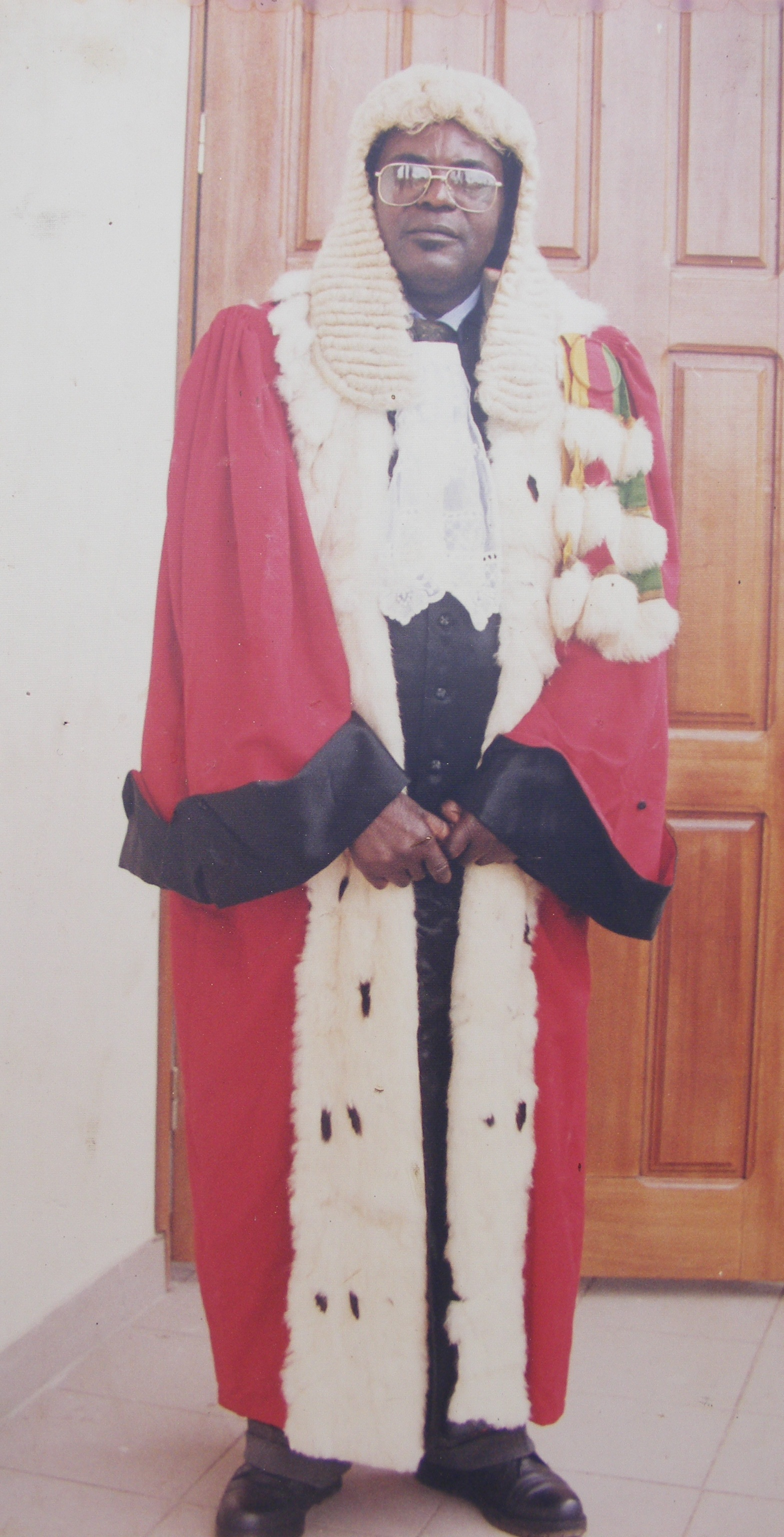
Richter Ekoko Ben Duala (Kamerun, 2009)

Im Juni 2001 gab es eine Anfrage im Österreichischen Parlament, die Dr. Dieter Böhmdorfer, Regierungsmitglied im Bundesministerium für Justiz, wie folgt beantwortete:
Der derzeitige Präsident des Oberlandesgerichtes Wien besitzt keinen Talar mit Hermelinverbrämung. Es stehen daher derzeit ein Amtskleid mit einer 12 cm breiten Hermelinverbrämung (für den Präsidenten des Obersten Gerichtshofes) und 19 Amtskleider mit einer 6 cm breiten Hermelinverbrämung (für die zwei Vizepräsidenten sowie die 13 Senatspräsidenten des Obersten Gerichtshofes, für den Leiter der Generalprokuratur und für drei Präsidenten der Oberlandesgerichte) in Verwendung.
Im Durchschnitt der letzten zehn Jahre wurden pro Jahr drei Talare mit Hermelinverbrämung für den Obersten Gerichtshof angeschafft. Die Auftragsvergabe erfolgt durch den Obersten Gerichtshof nach Einholung mehrerer Angebote an den jeweiligen Bestbieter. Woher die Hermeline stammen beziehungsweise wie viele Hermeline für ein Amtskleid benötigt werden, ist mir nicht bekannt.
Auch ich bin der Auffassung, dass Distinktionen an Amtskleidern durch Pelzverbrämungen nicht mehr zeitgemäß sind. Da ich das Tragen eines der jeweiligen Amtsstellung des Richters entsprechenden Amtskleides nach wie vor für sinnvoll und wichtig erachte, habe ich die zuständige Fachabteilung ersucht, die Verwendung geeigneter Ersatzstoffe für den Hermelin, die der Würde des jeweiligen Amtes Rechnung tragen, zu prüfen.
Papst Benedikt XVI. trug nicht nur zur Osteroktav eine mit Hermelin verbrämte Samtmozetta. Im Dezember 2005 verblüffte der Papst bei großer Kälte mit einer hermelinbesetzten und gefütterten, warmen roten Mütze, dem traditionellen, inzwischen aber ungewohnten Camauro. Modekönig Karl Lagerfeld erklärte der Zeitschrift Stern: Im Sommer schlafe ich unter einer weißen Hermelindecke, im Winter unter Zobel. Aber bereits das Nibelungenlied berichtet, dass die burgundischen Könige, als sie als Gäste des Hunnenkönigs Etzel zu ihren Schlafstellen kamen, feststellten:
Die Bettdecken sah man aus Hermelin gemacht
Und auch von schwarzem Zobel, darunter sie die Nacht
Gemächlich ruhen sollten bis an den lichten Tag:
So herrlich mit den Freunden wohl nimmer je ein König lag …
Die Zucht des Hermelins für Pelzzwecke hat sich zu keiner Zeit als rentabel erwiesen. 1931 glaubt ein Züchter urteilen zu können, dass ein Versuch von vornherein an der erstaunlich großen Gefräßigkeit des Tieres scheitern muss. Der Erlös aus Hermelinbälgen, die im Stückpreis knapp 3,- RM erreichen, steht also in keinem Verhältnis zu den Unterhaltungskosten, geschweige denn zu den Unkosten, die uns noch aus den Gehegen erwachsen und die kaum niedriger sein dürften als beim Nerz, der die fast dreifache Größe erreicht.

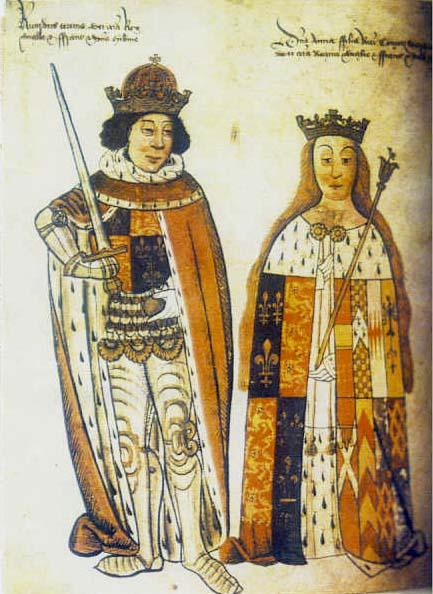
Richard III. (England) und Anne Neville (spätes 15. Jahrhundert)
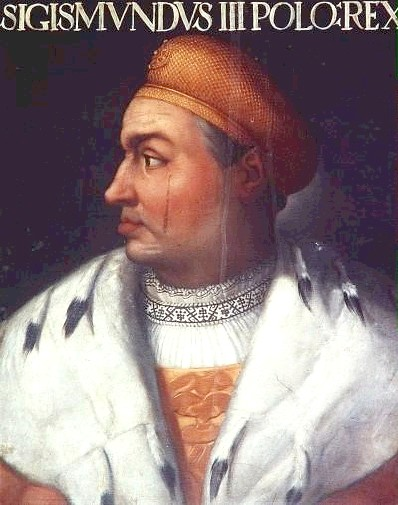
Sigismund I. von Polen (zwischen 1511 und 1537)
Luise Ulrike von Preußen (1733–1805)
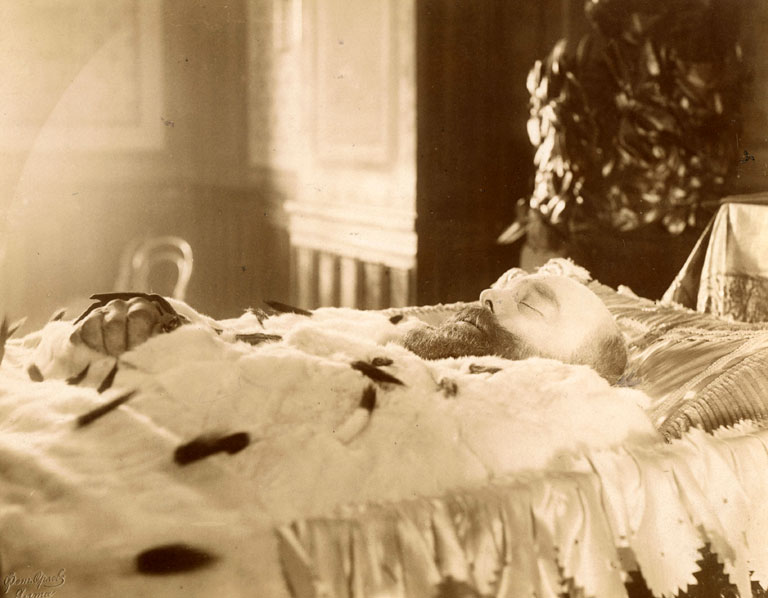
Alexander III. (Russland) auf dem Totenbett (1894)
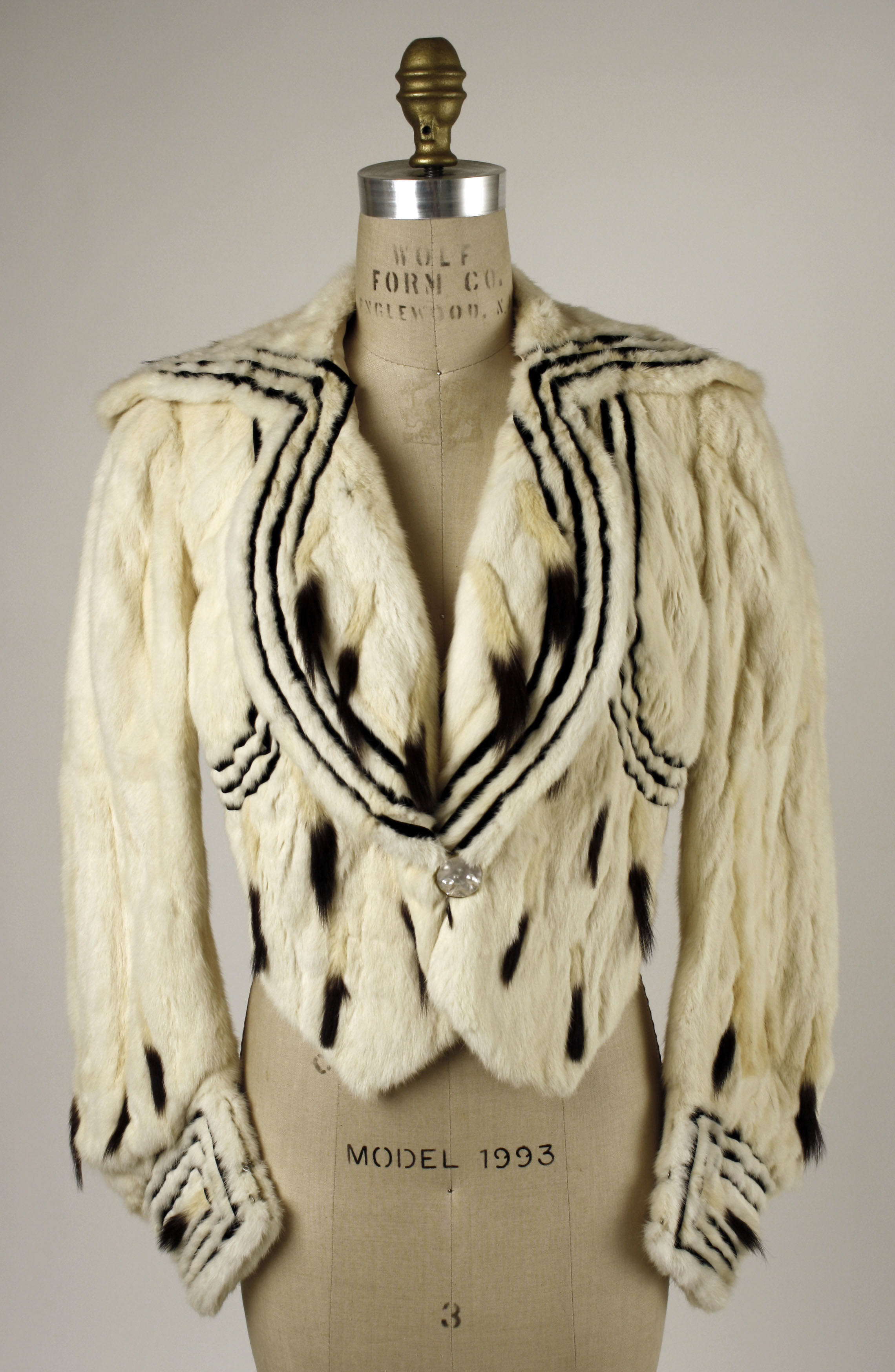
Jacke (Revillon Frères, 1902/03)
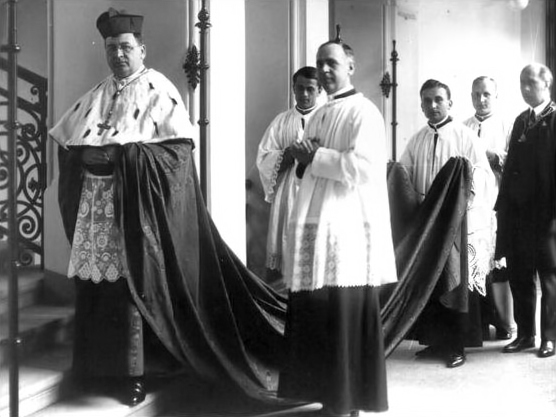
Erzbischof Kardinal Jusztinián György Serédi (1935)

### Verarbeitung
Hermelinfelle kommen meist als vorgefertigte Tafeln (ca. 60 × 120 cm) in den Großhandel, Wieselfelle praktisch ausschließlich. Wie bei allen weißen Fellarten gestaltet sich das Sortieren sehr einfach. Gutfarbige Felle werden im Wesentlichen nach Fellgröße und Haarlänge zusammengefügt. Unnötige Schnitte sind zu vermeiden, sie sind häufig auf der Haarseite zu erkennen.

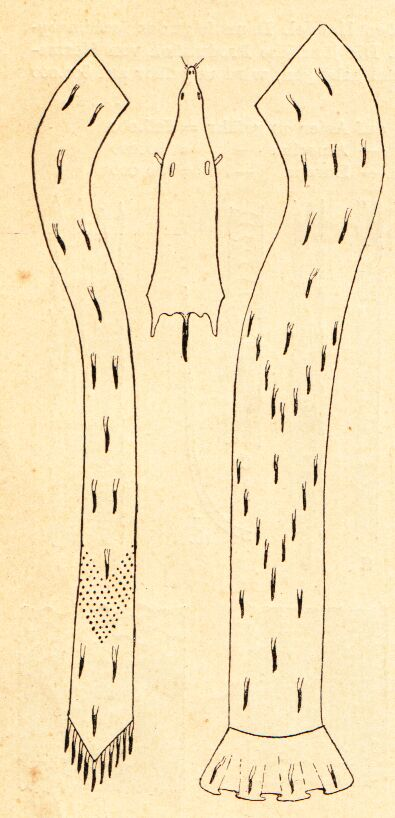
Hermelinschals „getupft“

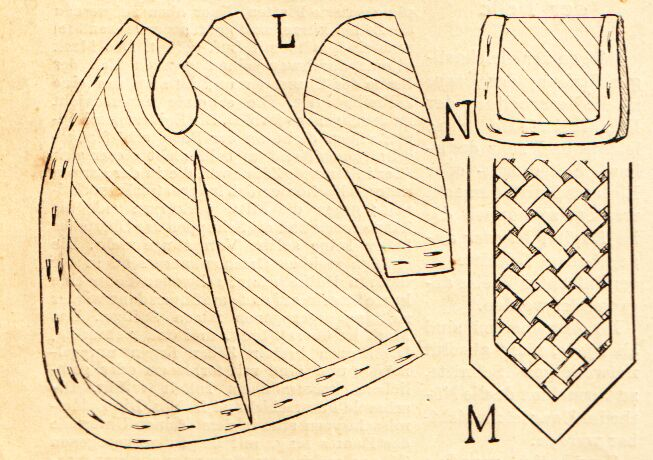
Verarbeitungsbeispiel Mantel, rechts Muff und Schärpe in Flechtarbeit

Bis nach 1900 war die Hermelinverarbeitung sehr aufwändig. Gewöhnlich wurden die Hermelinsachen „geschwänzt“, indem man die natürlichen Schweife verwendete. Weil die Schweife jedoch oft zu gelb sind, wurden häufig künstliche Schweife hergestellt (siehe dazu auch → Schweifdrehen). Die beste derartige Imitation wird erreicht, indem man die obere Hälfte aus dem Fell schneidet und die schwarze Spitze aus Fehschweif oder Iltisschweif verwendet, auch die Pinselohren der Fehfelle wurden zu diesem Zweck schwarz eingefärbt. Neben dem „Schwänzen“ des Hermelines ist zuletzt auch das „Tupfen“ in der Manier des Mittelalters mit Erfolg angewendet worden. Als „Tupfen“ werden kleine Stückchen andersfarbigen flachen Pelzwerks verwendet.
In getupfter Verarbeitung hieß Hermelin gewöhnlich „Miniver“ (von dem altfranzösischen Menu-vair, die Bezeichnung für die verschiedenen Formen der Fehwammen im Mittelalter). War ein Teil vollständig aus Miniver gearbeitet, nahm man zum Tupfen gewöhnlich Stücken von Sealfellen. War das Hermelin jedoch Bestandteil eines Pelzes aus anderem Fellmaterial, zum Beispiel als Kragen, Manschetten oder Verbrämung, so fertigte man die Tupfen meist aus demselben Fellmaterial. Einige Hermelinroben des 15. Jahrhunderts wurden vor 1900 sorgfältig untersucht, und es hätte kein Zweifel bestanden, dass die schwarzen Tupfen aus Persianerfell („Karakul“) gewesen seien. Weiter hieß es, damit wäre Persianer viel früher in der europäischen Kleidung aufgetaucht als bis dahin angenommen.

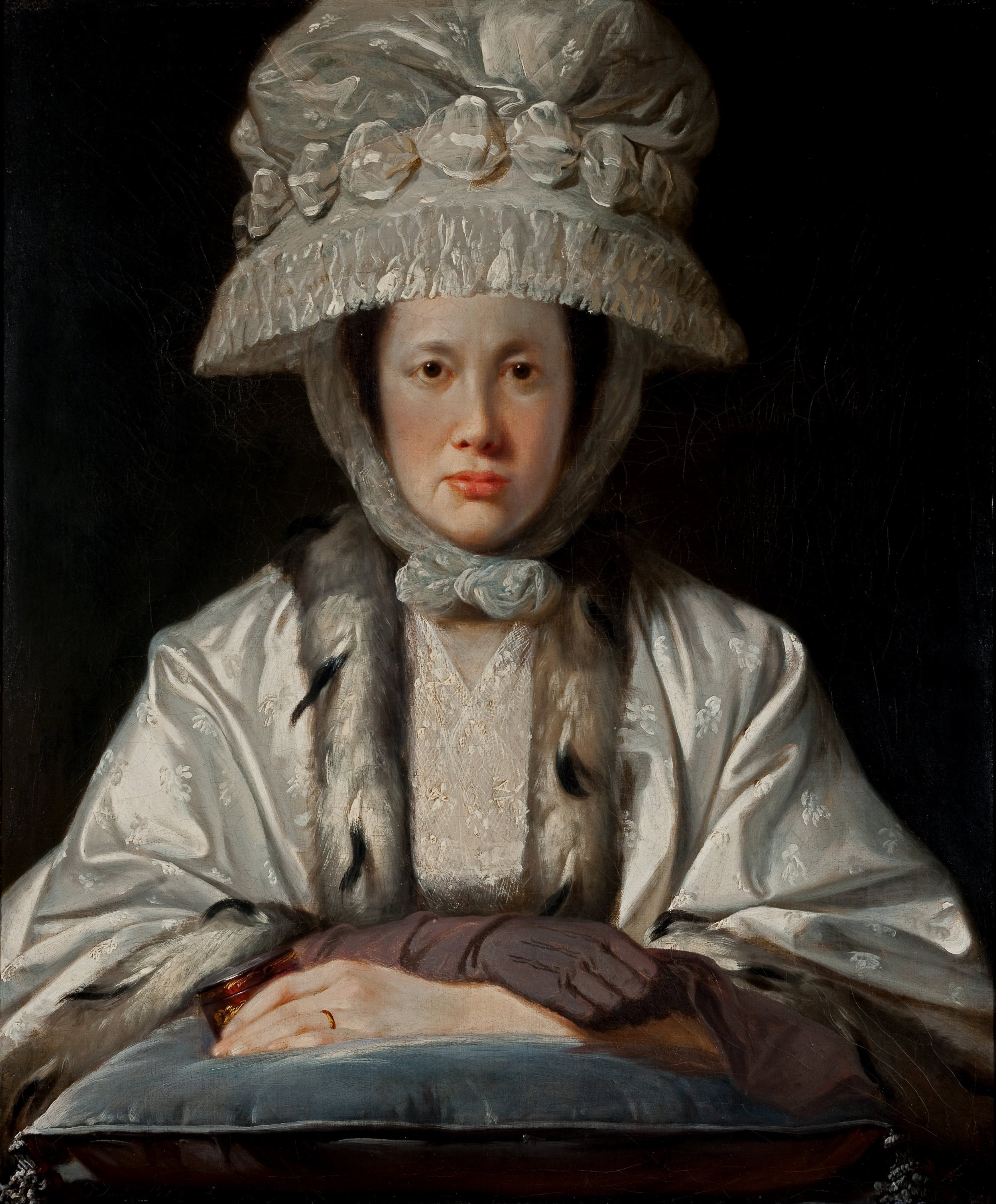
Anne Howard-Vyse, Verbrämung (1780)
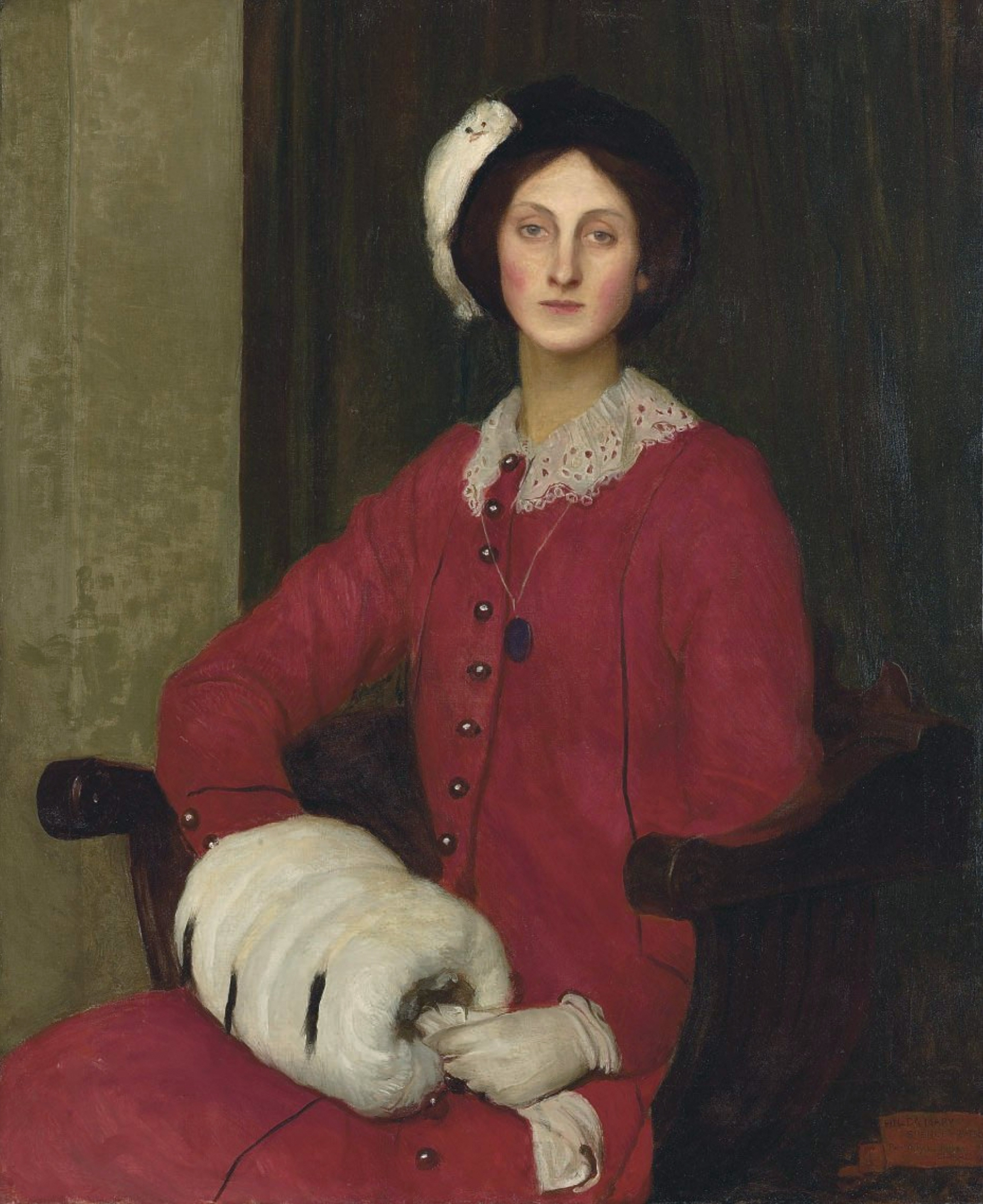
Porträt von Hilda Spencer Watson (1869–1934), Hermelinmuff und -hutgarnitur

Werden die Schweife im Kleidungsstück als „Aufputz“ belassen, so „schneidet man die Felle in waagerechter Richtung zart ein, schiebt das kleine Schweifchen durch den Schnitt und näht die Schweifwurzel zu“, im Englischen als „powdered“, gepudert, bezeichnet. Alternativ werden sie so neu eingesetzt, dass sie die fehlerhaften Stellen verdecken, an denen die Vorderpfoten herausgeschnitten wurden.
Es wurden auch erfolgreich Versuche gemacht, Hermelinfelle in der für Nerz üblichen Auslasstechnik zu verarbeiten. Arthur Samet beschreibt, wie aus jeweils drei, möglichst großen Fellen, durch „Einschneiden“ zweieinhalb mal so große Felle hergestellt werden. Diese werden anschließend auf die benötigte Mantellänge ausgelassen. Samet erwähnt, dass zum Glattspannen und Richten der Nähte exakt 6412 Stecknadeln benötigt wurden, dass das Ergebnis entsprechend dem hohen Aufwand „perfekt“ wäre, da jeder Streifen aussähe wie aus einem Fell gearbeitet.
Nach einer gewissen Zeit vergilben die weißen Felle wie alle hellen Haare oder sie sind bereits von Natur aus gelbstichig. In beiden Fällen müssen sie gebleicht werden. Gebleicht wurde zunächst mit einer Schwefelbeize, heute in der Regel mit Blankitbleiche mit optischem Aufheller. Nach dem Ersten Weltkrieg begann man, die Felle zusätzlich auch auf verschiedene Farbtöne wie beige, braun oder blassgrau zu färben. Zumindest noch in den 1930er Jahren war die Weißbleiche gelblicher Hermelin eine deutsche Spezialität, die in England noch nicht gelungen war. Deshalb färbte man sie dort vielfach in hellen Modetönen ein.
Mildhaarige (haarlässige) Felle wurden meist gerupft und zu Kindergarnituren verarbeitet. Heutzutage werden Hermelinfelle hauptsächlich zu Abendpelzen, kleinen Capes oder leichten Sommerpelzen gearbeitet.
Im Jahr 1965 wurde der Fellverbrauch für eine für einen Hermelin- oder Wieselmantel ausreichende Felltafel mit 220 bis 360 Fellen angegeben (sogenanntes Mantel-„Body“). Zugrundegelegt wurde eine Tafel mit einer Länge von 112 Zentimetern und einer durchschnittlichen Breite von 150 Zentimetern und einem zusätzlichen Ärmelteil. Das entspricht etwa einem Fellmaterial für einen leicht ausgestellten Mantel der Konfektionsgröße 46 des Jahres 2014. Die Höchst- und Mindest-Fellzahlen können sich durch die unterschiedlichen Größen der Geschlechter der Tiere, die Altersstufen sowie deren Herkunft ergeben. Je nach Pelzart wirken sich die drei Faktoren unterschiedlich stark aus.

## Wiesel (Mauswiesel)

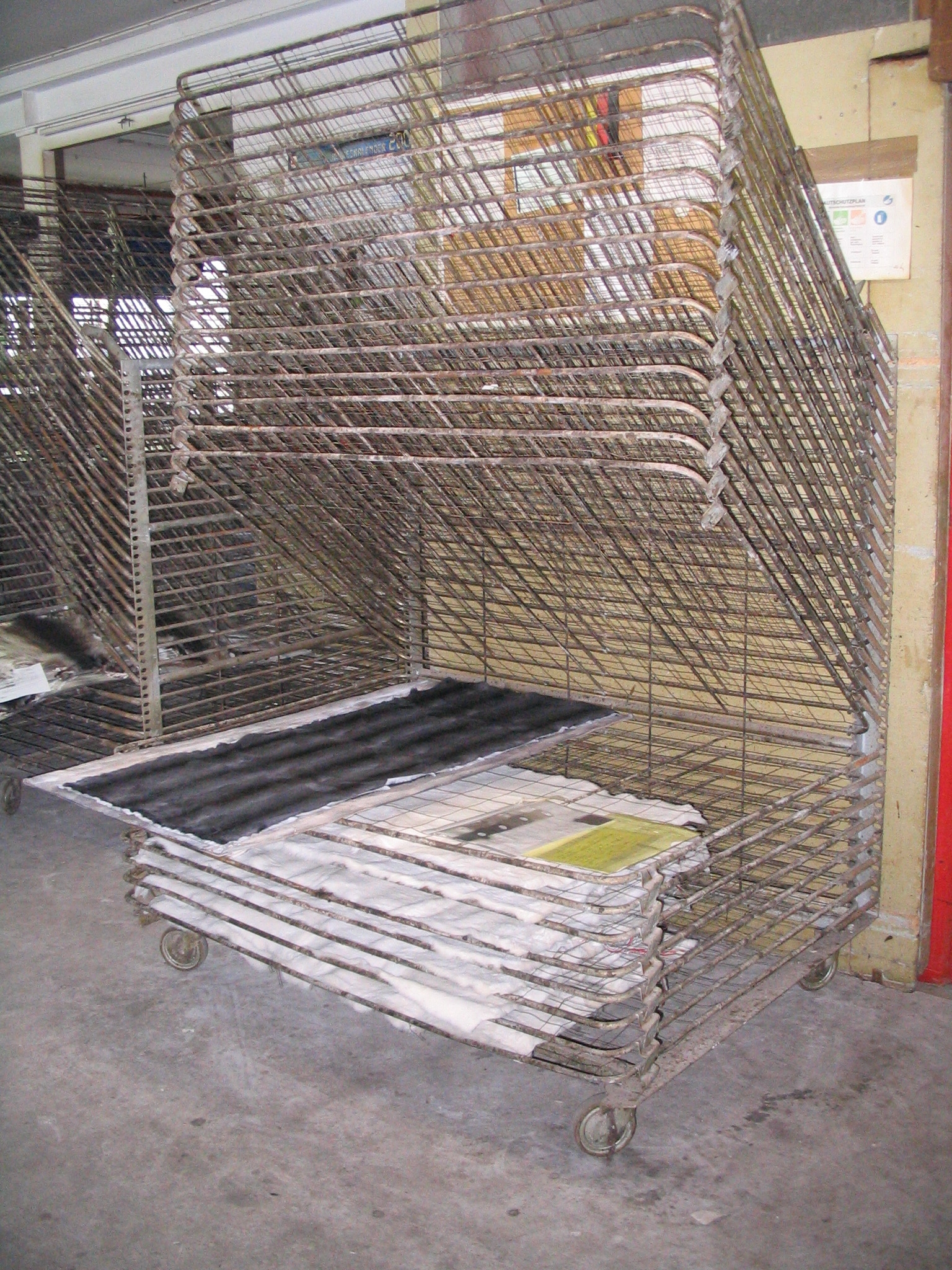
Beim deutschen Pelzveredler: In der Ablage eine gefärbte und grotzierte chinesische Samtwieseltafel

Das Fell des Mauswiesels oder Kleinen Wiesels unterscheidet sich vom Hermelinfell durch die gezackte Linie zwischen der braunen Oberseite und der weißen Unterseite sowie durch braune Füße und einen braunen Schweif (ohne die schwarze Spitze). Das Kleine Wiesel hat eine Körperlänge von 15 bis 20 cm und eine gegenüber dem Hermelin kürzere Schwanzlänge von 4 bis 5 cm.
Das Sommerfell ist rötlichbraun, teils hellbraun bis zimt, vereinzelt weiß gefleckt, besonders im Gesicht. In Gegenden mit gemäßigtem Klima ist das Winterfell braun bis rotbraun, in Übergangszonen zur kalten Zone braun und weiß. In den hochnordischen Kältezonen und im Hochgebirge ist es weiß. Die Schweifspitze ist je nach Körperfarbe braun und beim weißen Winterfell ebenfalls weiß. Am internationalen Markt werden die weißen Felle meist als Hermelin gehandelt.
Das Vorkommen ist das Gleiche wie beim Hermelin, nur fehlt es in Irland.
Gehandelt wurden meist nur die kleinen (weißen) Wiesel aus Russland-Sibirien, die mitunter Laska (Plural: Laski) genannt werden. Wiesel haben keine schwarze Schwanzspitze, wohl deshalb kamen sie vor 1900 ohne Schweife in den Handel. Veraltete Handelsbezeichnungen sind „Laschitzen“ oder auch fälschlich „Junghermeline“.
Die Provenienzen nach dem russischen Standard sind: Jakutsky, Westsibirer und Russische.
Der Frankfurter Rauchwarenhändler Richard König referierte 1952, dass Felle aus der Mongolei in der Größe eines Hermelins als Laskafelle oder auch Solongoi gehandelt werden. Die Farbe ist gelblich grau. Das Fell war im Leder so wie ein Ischimsky-Hermelin aufgemacht. Zum Teil kamen sie auch aus der Harbingegend, waren dann aber „schrumplich“ Das Sortiment „lief gewöhnlich“ 90 Prozent prima, 10 Prozent große und 40 Prozent mittelgroße. Die Felle wurden hauptsächlich nach Amerika verkauft und dort auf Braun, Schokoladenfarbig usw. gefärbt und als leichtes elegantes Mantelmaterial verarbeitet. Die Pelze waren nicht billig, es wurden für einen Mantel etwa 300 Felle gebraucht.
Die Nachfrage nach Wieselfell war bis etwa Anfang der 1990er Jahre gering, die Kosten für die Pelzveredlung und das Verarbeiten sind wegen der kleinen Felle höher als beim Hermelin. Auch sind die Felle meist flacher im Haar. Seitdem man begonnen hat, die Felle samtartig zu rupfen und das verbleibende Unterhaar einzufärben, hat der Verbrauch zugenommen. Fast ausschließlich werden bei uns in den letzten Jahrzehnten zu Tafeln zusammengesetzte Wieselfelle verarbeitet, die in China hergestellt werden. Die nur schlecht zu färbende Granne wird seit etwa um 1990 fast immer entfernt. Als Samtwiesel werden die Tafeln, meist gefärbt, zu besonders leichten Mänteln, Jacken und Pelzinnenfuttern verarbeitet. Die Felle von weiblichen Tieren sind kleiner und dünnledriger und damit noch leichter als die männlichen.
1762 hieß es sogar noch, dass die Kürschner die roten Wiesel verwarfen und nur aus den weißen Bälgen Kleiderfutter machten. Für uns heute nur schwer nachzuvollziehen ist eine andere Nutzung des weißen Winterfells: „Der Gestank ihres Kotes mag die Landsleute auf den Einfall gebracht haben, daß es gut wäre, das vom roten Wiesel angeblasene Vieh mit dem Balge eines weißen Wiesels zu bestreichen.“
Wieselfelle haben einen Haltbarkeitskoeffizienten von 40 bis 50 Prozent. Bei der Einteilung der Pelztiere in die Feinheitsklassen seidig, fein, mittelfein, gröber und hart wird wie das Hermelinhaar auch das Haar des chinesischen Wiesels als fein eingestuft.

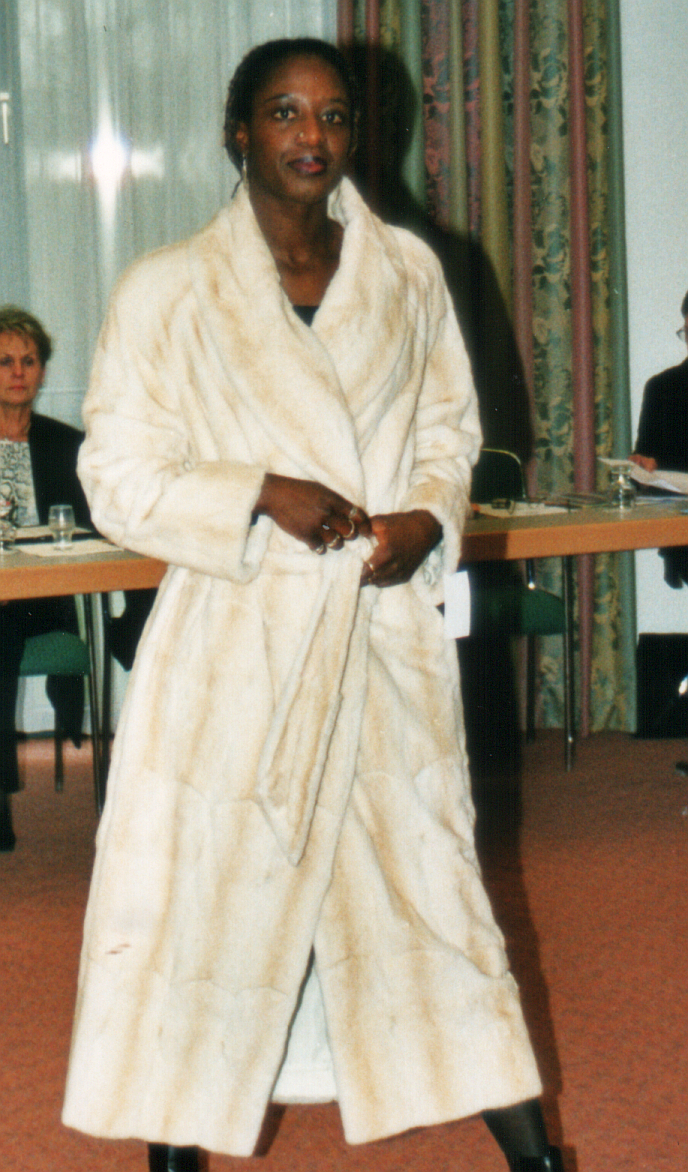
Samtwieselmantel, gebleicht (1999)
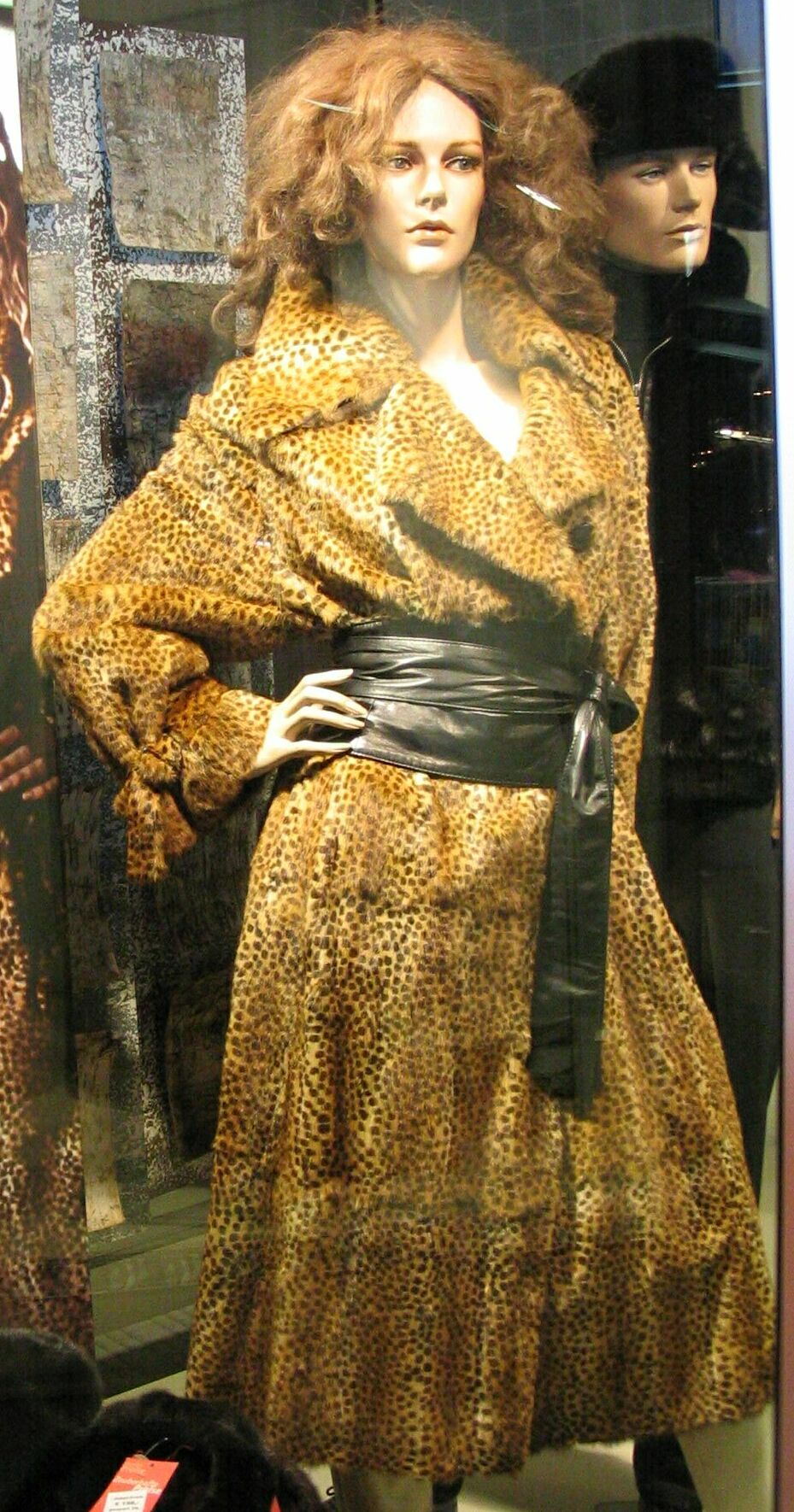
Wieselmantel naturfarbig mit Druck (Punkte) (2004)
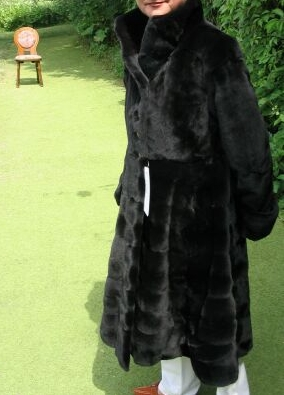
Samtwieselmantel, gefärbt (2005)
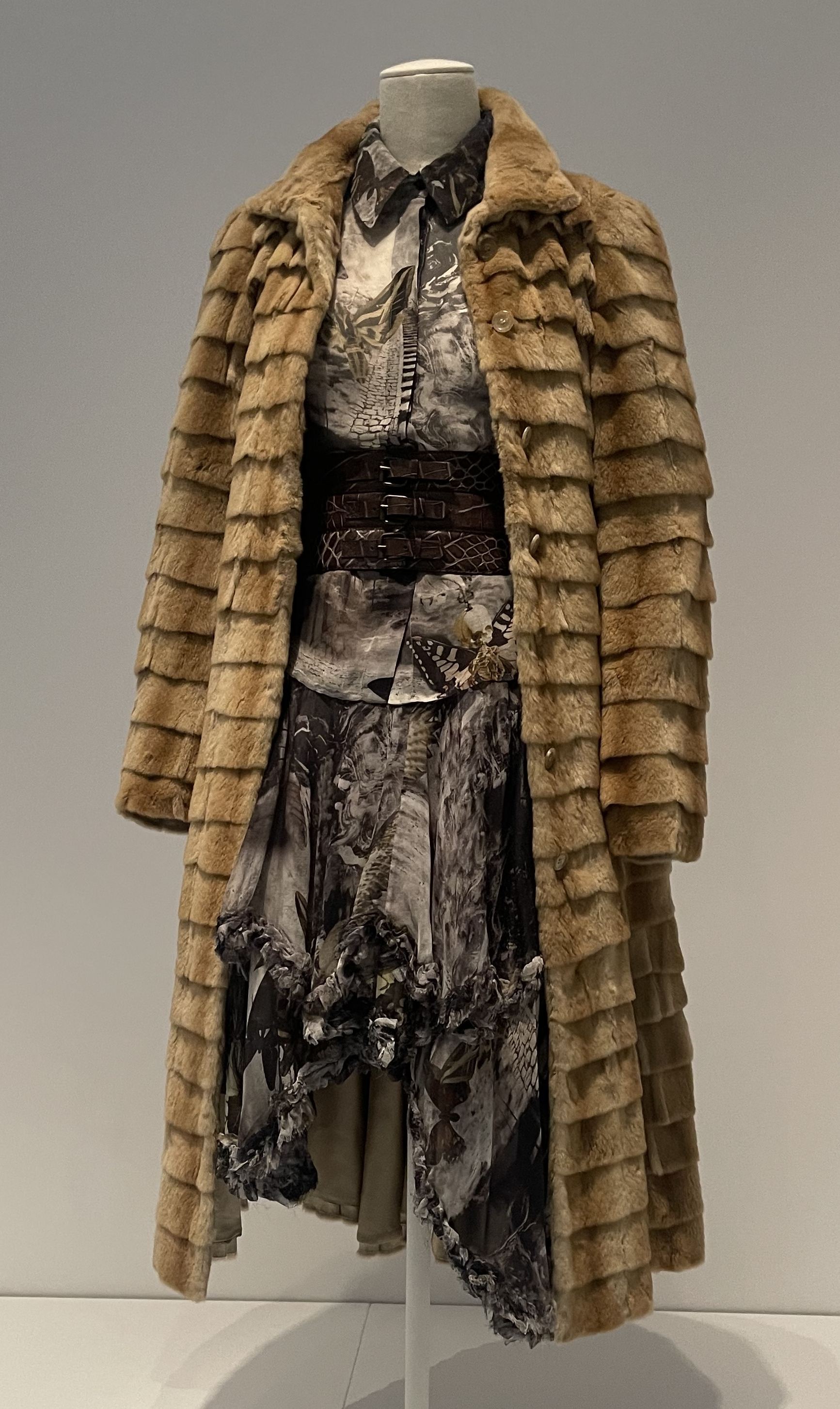
Samtwiesel-Mantel (Alexander McQueen, 2006)
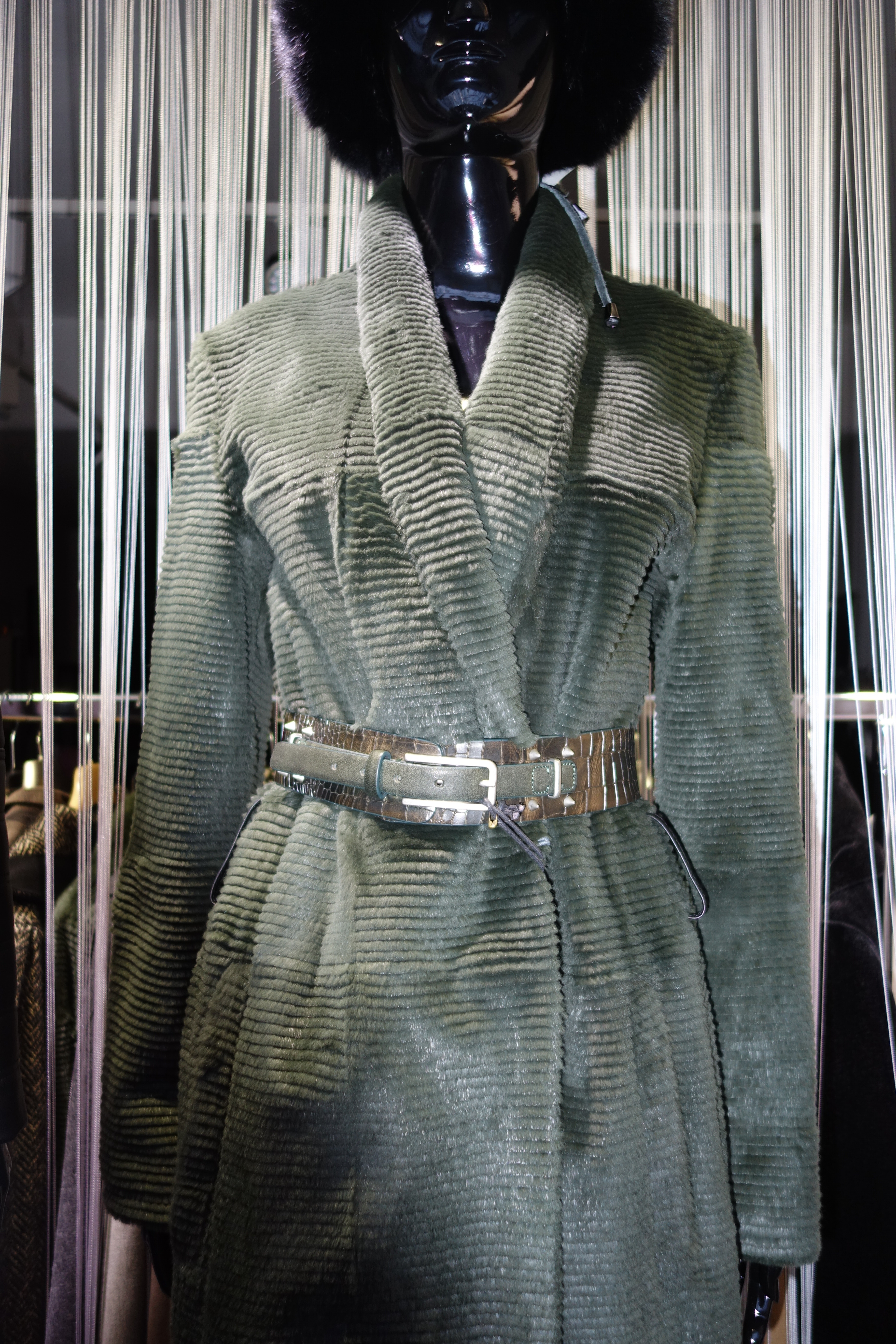
Samtwieselmantel, Rillenschur, gefärbt (2017)
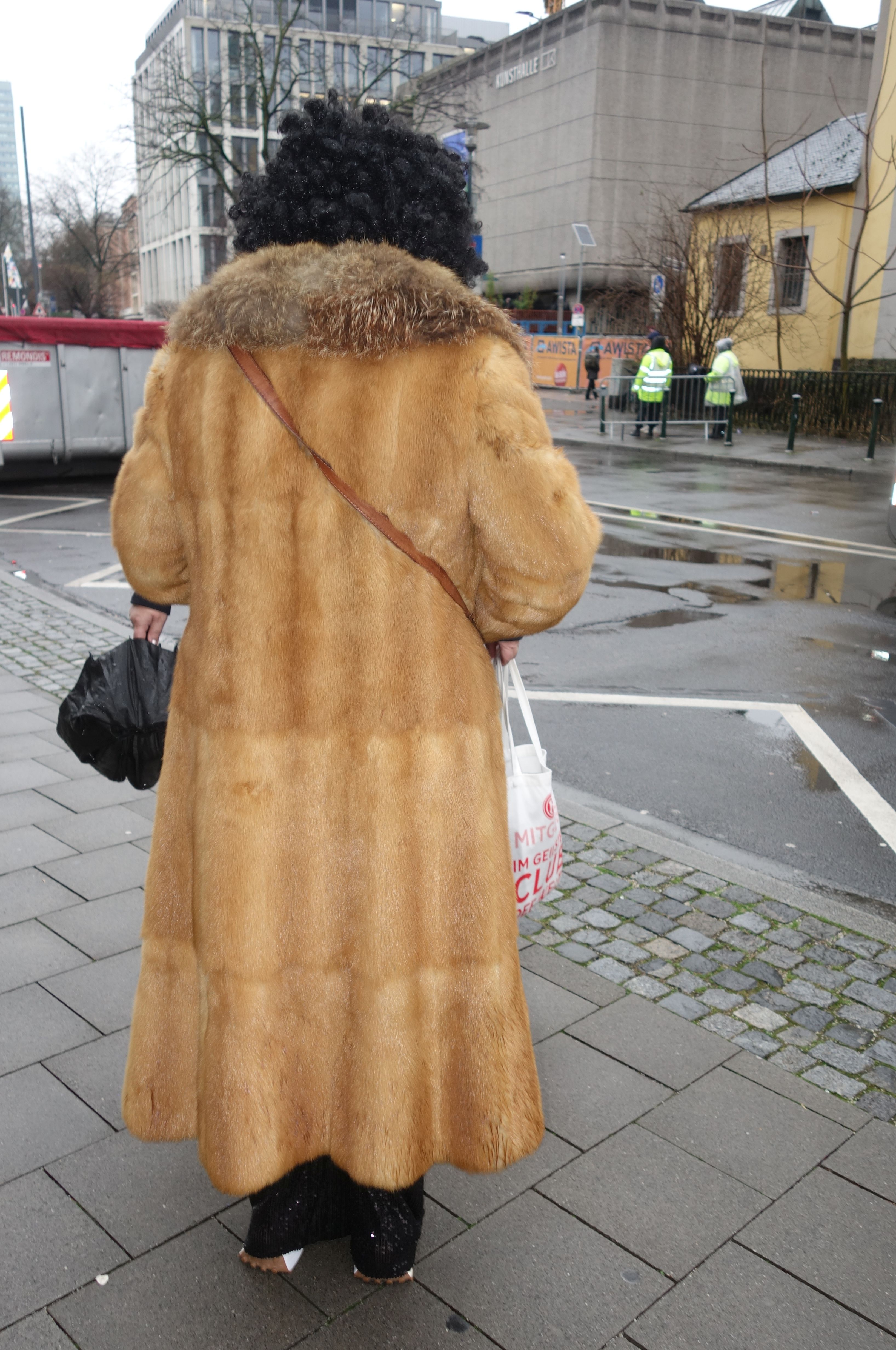
Naturfarbener Wieselmantel mit Rotfuchskragen (2024)

## Zwergwiesel
Die Behaarung und Färbung ist wie beim Kleinen Wiesel, das Zwergwiesel ist jedoch erheblich kleiner. Ein Unterscheidungsmerkmal ist zudem der ungewöhnlich kurze, nur 2 bis 3 Zentimeter lange Schwanz. Außerdem fehlen die für das Kleine Wiesel (Mauswiesel) typischen, allerdings mitunter nur andeutungsweise vorhandenen braunen Flecken hinter dem Mundwinkel.
Das weiße Winterfell ist auch als Hermelin im Handel.

## Langschwanzwiesel
Mit einer Felllänge von 37 bis 45 cm ist das amerikanische Langschwanzwiesel größer als das Hermelin. Hinzu kommt der längere und buschigere Schweif, der noch einmal fast halb so lang ist wie des Fell. Die Schweifspitze umfasst etwa ein Viertel der Schweiflänge und ist schwarz. Das Fell ist im Winter reinweiß, im Sommer dagegen zimtbraun. Die südlich lebenden Tiere bleiben das ganze Jahr braun. Gegenüber dem Hermelin ist das Fell schütterer und flacher. Das Fell ist weniger silbrigweiß und wird deshalb meist gebleicht. Die Felle des Amerikanischen Langschwanzwiesels kommen meist zusammen mit Hermelinfellen in den Handel. Die Rohfelle werden rund abgezogen und mit dem Haar nach innen angeliefert.
Bei offenbar vielen nordamerikanischen Indianerstämmen gehörten bevorzugt Hermelinfelle zur pelzigen Ausschmückung der Kleidung. Häufig zusammen mit in das lange Kopfhaar eingeflochtenen Otterschweifen und einem Federschmuck bildeten sie zudem einen Teil des männlichen Kopfputzes.

Hermelinfell bei den indigenen Völkern Amerikas
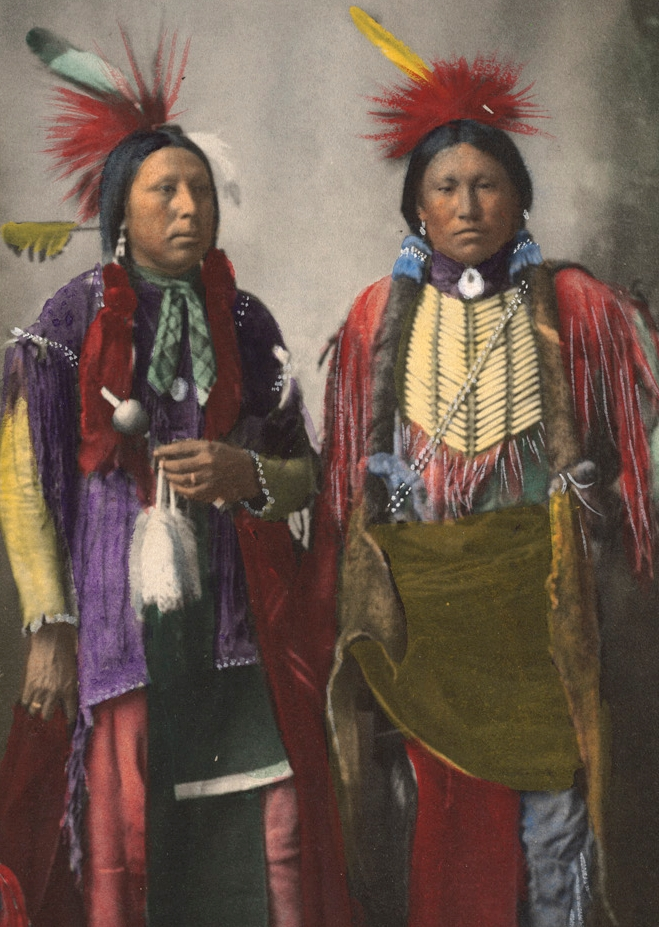
Kiowa mit einem Bündel Hermelinfelle (1898)
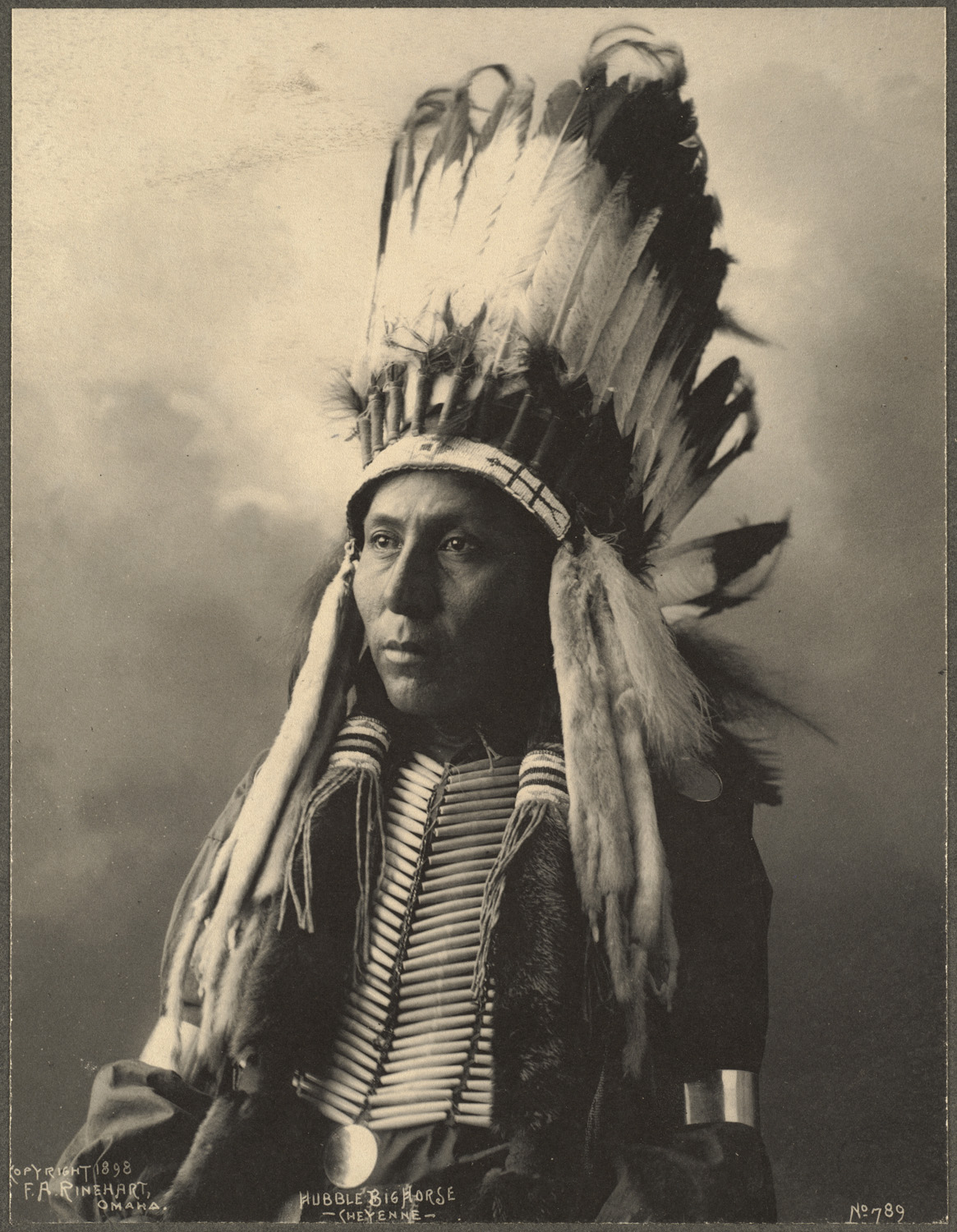
Cheyenne mit Hermelinfellen (1898)
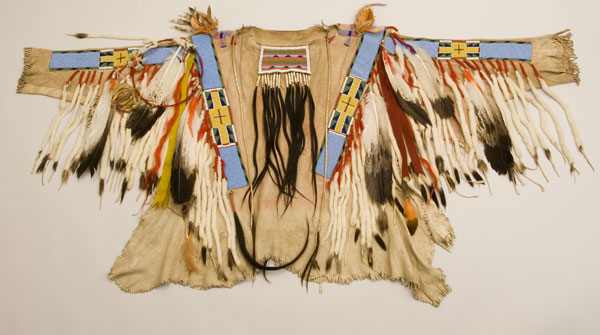
Hemd der Nez Percé (ca. 1880–1885)
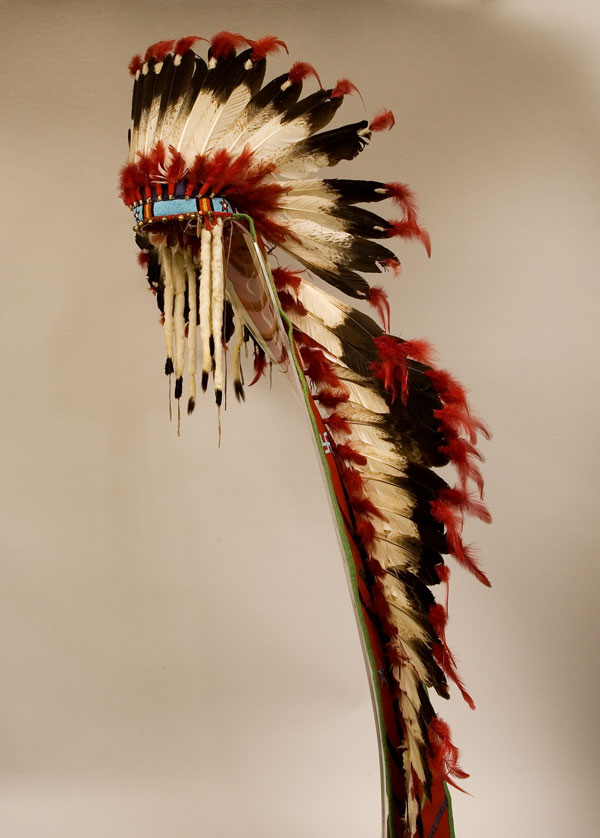
Kriegs-Kopfschmuck der Nez Percé (19. Jh.)
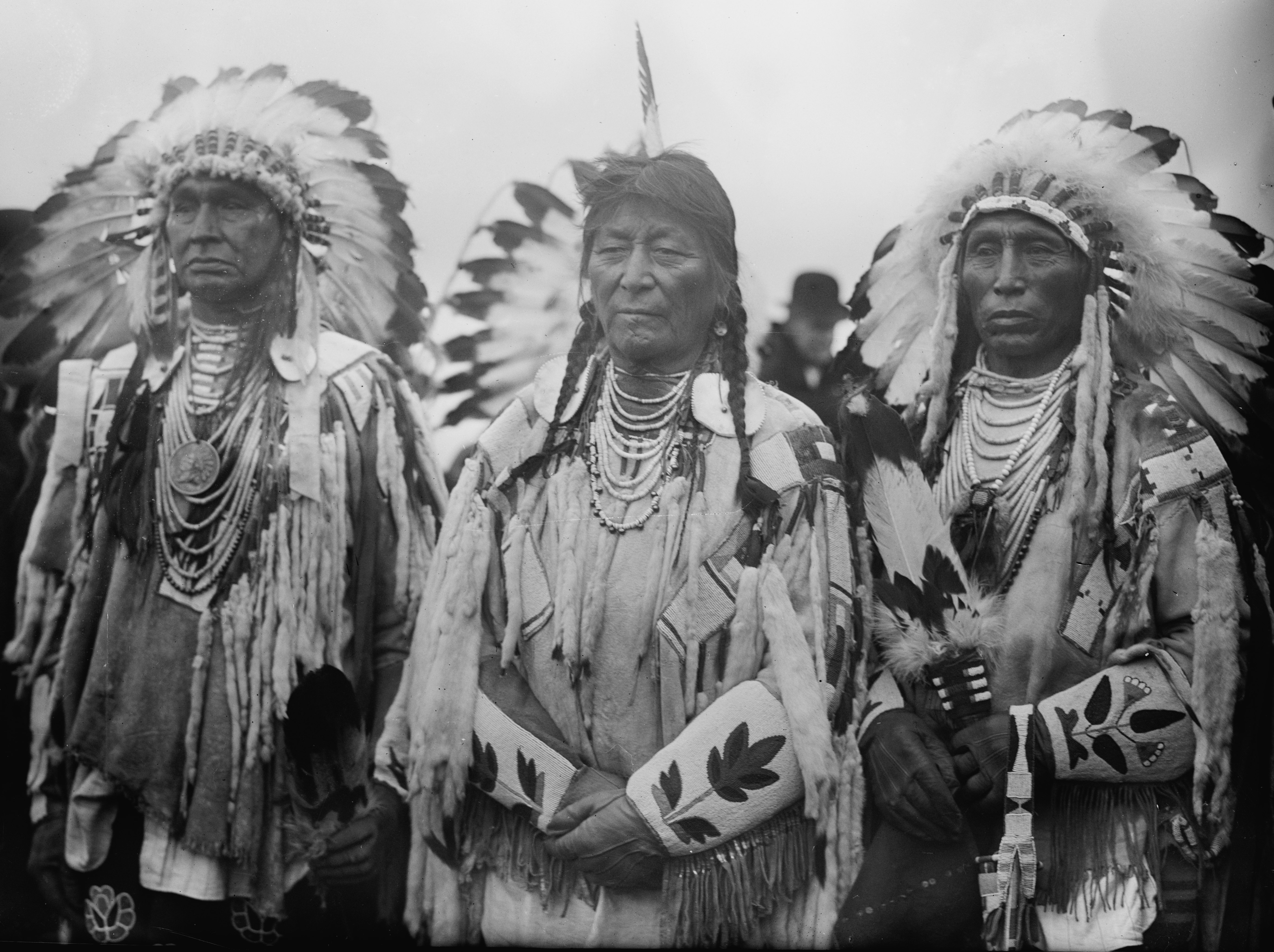
Bei einer Weihe (1913)

### Pineweasel, Gelbbauchwiesel
1966 hieß es zum Gelbbauchwiesel: „Kommt fast nie in den Handel und wenn doch, dann meist als „Solongoi“ (besonders die Provenienz Altai).“ Um 1999 kamen aus China als „Pineweasel“ (pine weasel) gehandelte Tafeln aus Fellen von Gelbbauchwieseln auf den Markt, mit dem Vermerk, sie würden im Einzelhandel üblicherweise als „Sommerhermelin“ angeboten. Das Leder war bei vielen Fellen der um 1999 angebotenen Tafeln wegen der unfachgerechten Vorbehandlung durch die Einlieferer pergamentartig glasig hart.
Gelbbauchwiesel unterscheiden sich von anderen Wieseln durch den relativ langen Schwanz. Das Fell ist an der Oberseite gelbbraun bis dunkelbraun gefärbt, die Unterseite ist hellgelb bis orangegelb. Der Winterpelz ist heller als der Sommerfell. Die Felle haben eine Kopfrumpflänge von 25 bis 27 Zentimeter und eine Schwanzlänge von 13 bis 15 Zentimeter. Der Schwanz ist etwas buschig, bei den südlichen Herkommen kurzhaarig (ähnlich den Solongoi). Er hat die Farbe des Rückens, die Spitze ist nicht schwarz.

Pineweasel
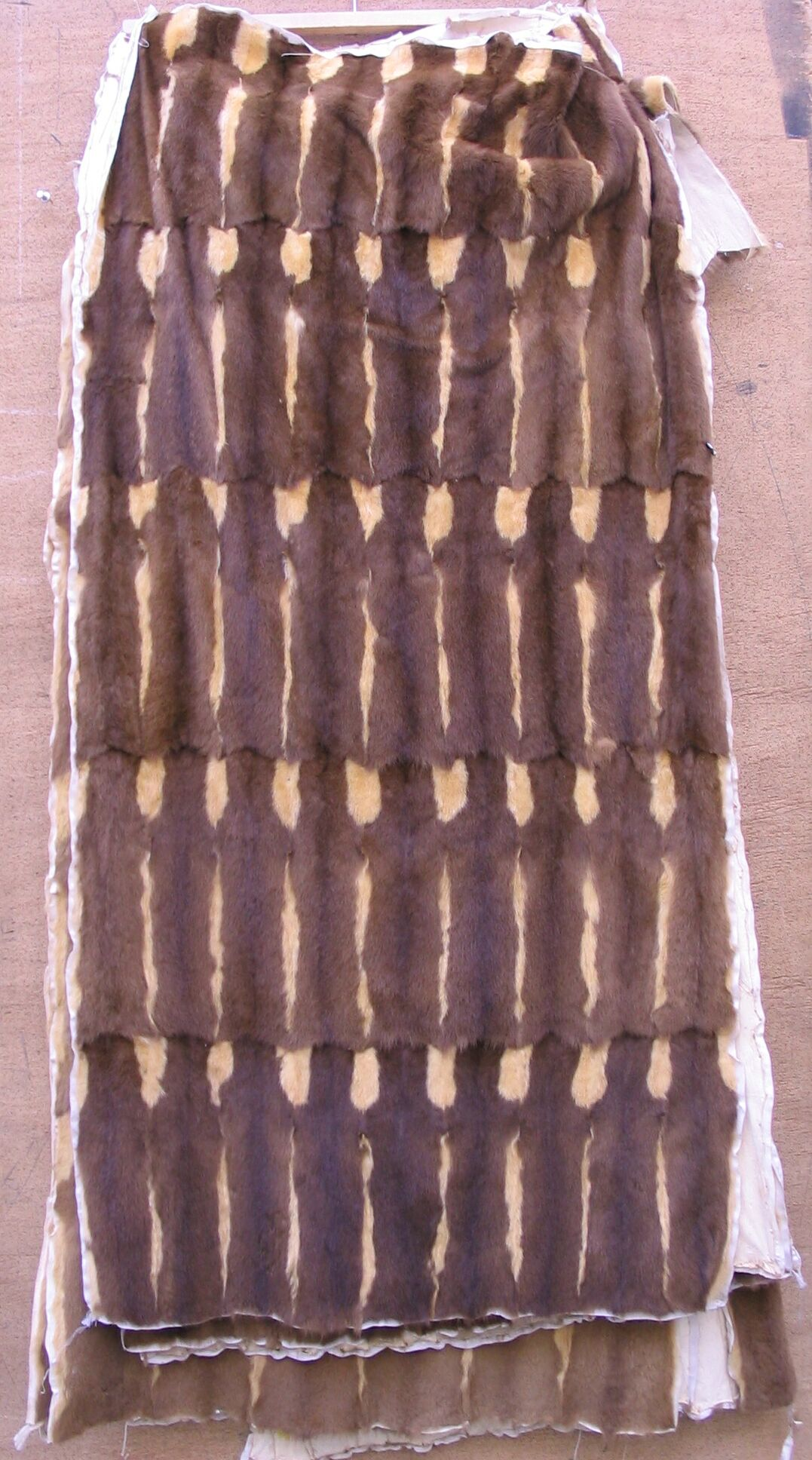
Pineweasel-Tafeln
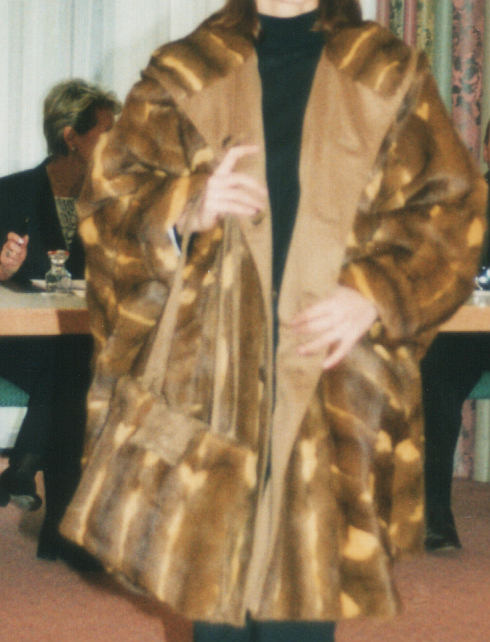
Pineweasel-Wendemantel (1999)

## Zahlen, Fakten
- 1913

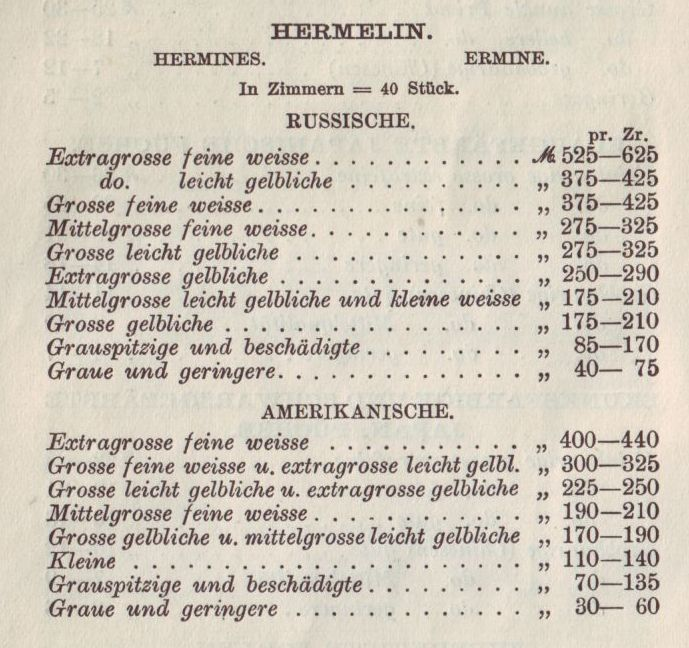
Preis-Verzeichnis Heinrich Lomer, Leipzig, Winter 1913/1914

- 1925 bietet der Rauchwarengroßhändler Jonni Wende an: Hermeline: Hermeline, amerikanische 9 bis 15 Reichsmark; Hermeline, russische 12 bis 25 Reichsmark; Wiesel 5 bis 9 Reichsmark.[43]
- Vor 1944 betrug der Höchstpreis für Hermelinfell:

russische und nordische Hermeline 15,- RM; deutsche Hermeline 10,- RM
für deutsche Sommerwiesel 16,- RM.
- 1955 erhielt die damals 16-jährige Angelita Trujillo, die Tochter des diktatorisch regierenden Präsidenten der Dominikanischen Republik Rafael Leónidas Trujillo Molina, für eine Festivität ein mit Hermelin gefüttertes Kleid im angegebenen Wert von 80.000 US-Dollar des römischen Modehauses Fontana. Für das Pelzfutter sollen 600 Hermelinfelle verwendet worden sein.[45]
- 1988 Die Anlieferungen amerikanischer Hermelinfelle sind zuletzt erheblich zurückgegangen. Um 1960 kamen aus Kanada rund 250.000 Stück, aus den USA etwa 20.000. 1970 gab die USA-Statistik nur noch circa 6500 Felle an, die kanadische Statistik von 1971/72 etwa 40.000. Vor 1988 schwankte der jährliche Anfall (inklusive der Langschwanzwiesel) zwischen 80.000 und 125.000 Fellen, jeweils zur Hälfte aus Kanada und den USA.[6]
- Am 30. April 2013 erfolgte die Inthronisation des holländischen Königs Willem-Alexander in der traditionellen, für ihn geänderten Hermelinrobe. Es handelte sich offensichtlich um das bereits von seiner Mutter Beatrix getragene Ornat. Es wurde spekuliert, dass wegen der Rücksicht auf Pelzgegner auf eine Erneuerung des vergilbten und im Leder morschen Felles verzichtet wurde.[46]
- 2018/2019 wurde eine Kopie des Krönungsmantels von August dem Starken gearbeitet, ausgestellt in den königlichen Paraderäumen des Dresdner Residenzschlosses.

## Siehe auch

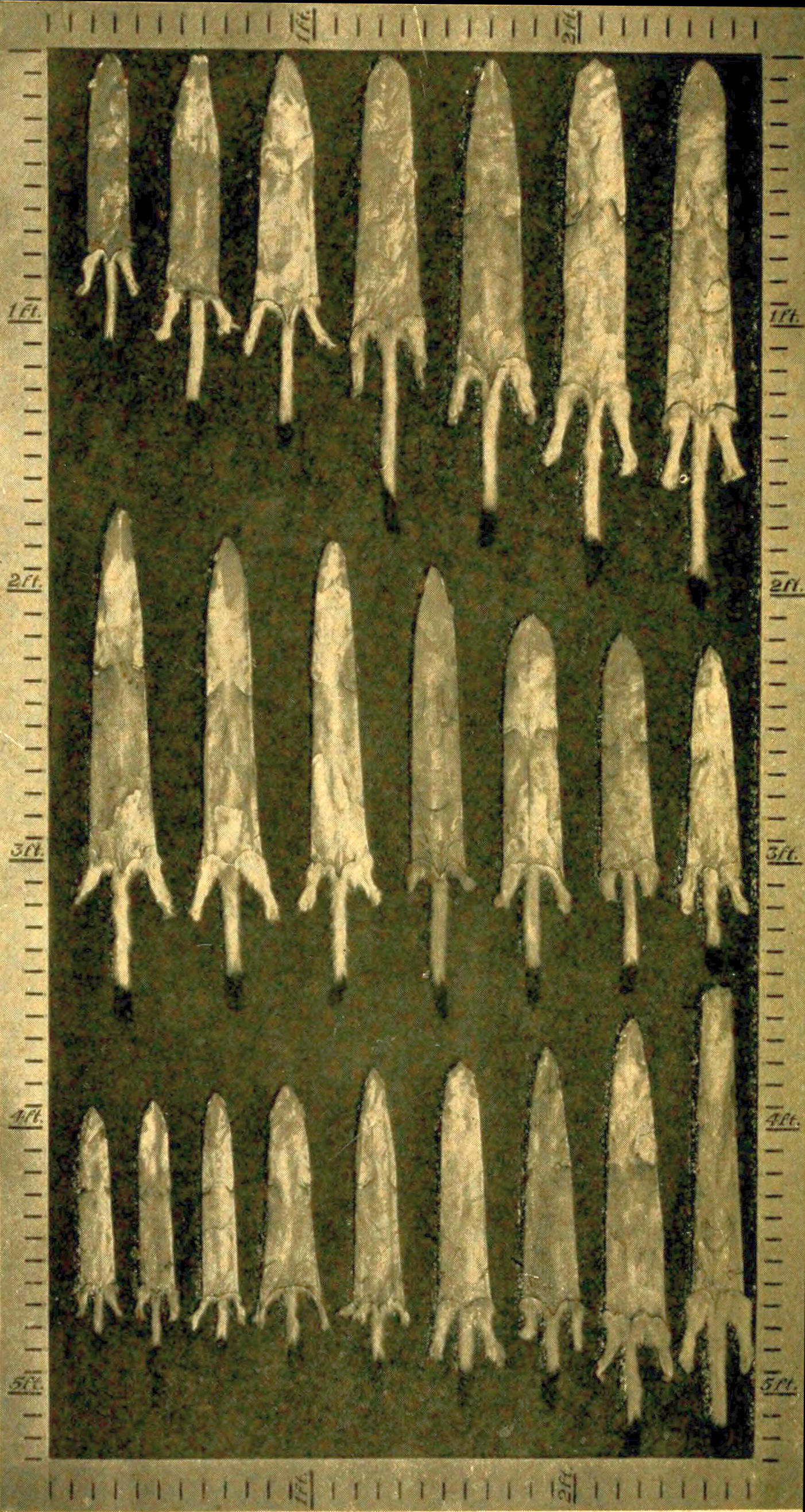
Nordamerikanische Wiesel- und Hermelinfelle (rund abgezogen, Lederseite außen). Maßskala in feet und inches (1906)